# Marina Nacional francesa
La Marina Nacional francesa (en francés: Marine Nationale) es el componente naval de las Fuerzas Armadas de Francia. Posee desde patrulleras hasta un portaaviones de propulsión nuclear y 10 submarinos de propulsión nuclear, de los cuales cuatro pueden lanzar misiles balísticos. El desplazamiento total de los buques de la Marina Nacional es de aproximadamente 490 000 toneladas, lo que hace de la Marina Nacional francesa la quinta mayor del mundo por tonelaje y fuerza de combate. Cuenta con 42 550 efectivos, 15 000 de reserva y con 81 buques.
Su lema es Honneur, Patrie, Valeur, Discipline ("Honor, Patria, Valor, Disciplina") que se exhibe en la cubierta u otros puntos destacados de todas sus unidades.

## Historia
La Marina se conoce familiarmente como La Royale ("la real"). La razón no es bien conocida, algunos teorizan que es por su tradicional apego a la monarquía francesa, otros afirman que antes de ser llamada "nationale", se le decía "royale" simplemente debido a la ubicación de su sede, Rue Royale en París (metonimias similares son Matignon para el primer ministro, Quai d'Orsay para el Ministerio de Relaciones Exteriores, La Coupole ("La Cúpula") para la Académie Française, etc.). La Marina no lucía títulos reales al igual que otras armadas europeas, como la Royal Navy británica.

### Edad Media

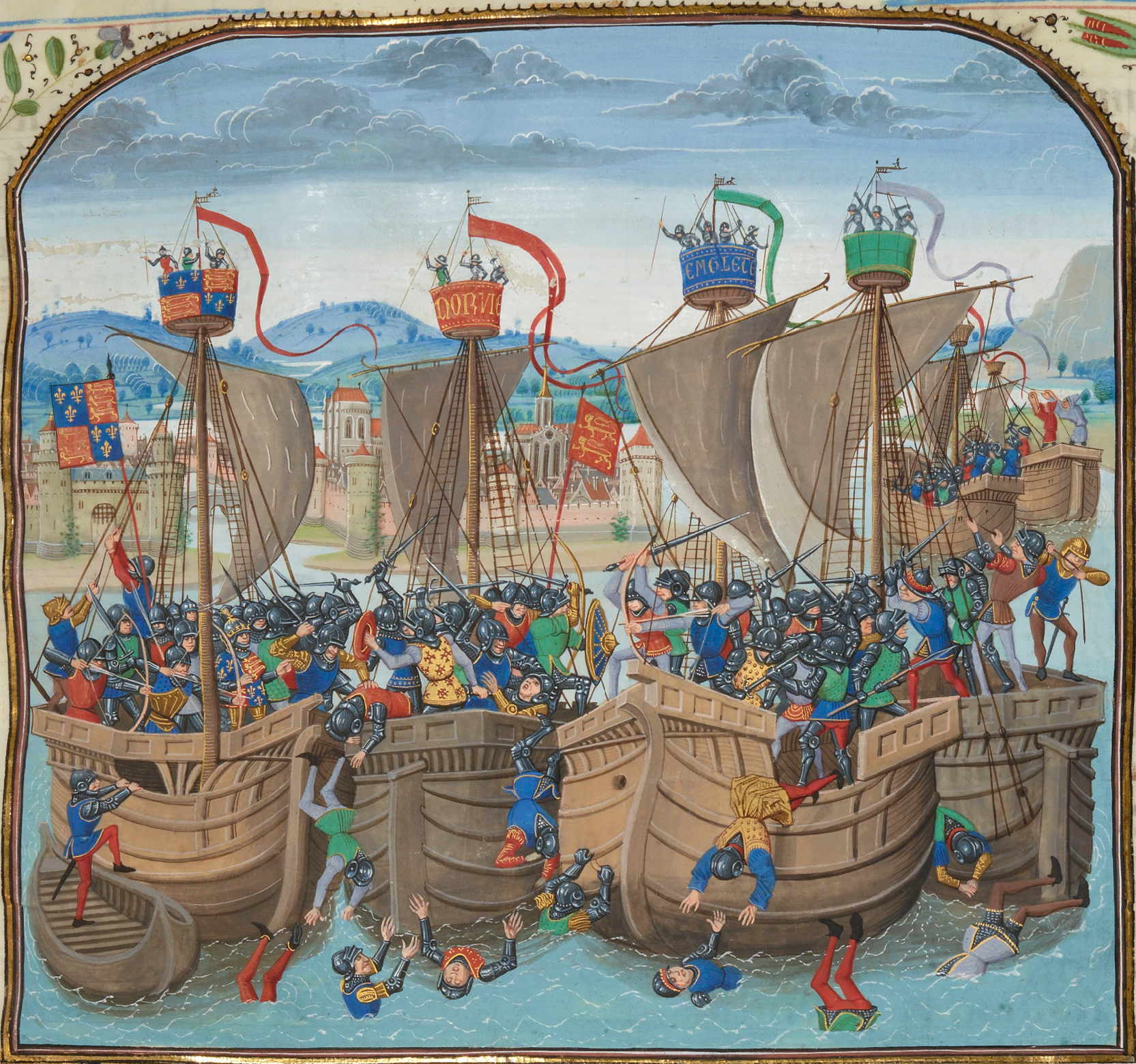
La batalla de Sluys.

La historia de la Marina francesa se remonta a la Edad Media cuando Luis VI de Francia nombró el primer almirante de Francia. En 1340 fue derrotada por los ingleses durante la guerra de los cien años en la batalla de Sluys, pero en 1372, con ayuda de Castilla, consiguió vencer a los ingleses en la batalla de La Rochelle.

### SigloXVII
La Marina se convirtió en un instrumento coherente de poder nacional en torno al siglo XVII con Luis XIV. Bajo la tutela del "Rey Sol", la Marina francesa recibió abundante financiación y así, lograron varias victorias en la Guerra Franco-Holandesa, contra una flota hispano-holandesa en la batalla de Palermo en 1676 y en la Guerra de los Nueve Años contra la Royal Navy y la Armada Holandesa. Sin embargo, los problemas financieros la obligaron a estar en puerto lo que permitió que los ingleses y los holandeses recuperaran la iniciativa.

### SigloXVIII

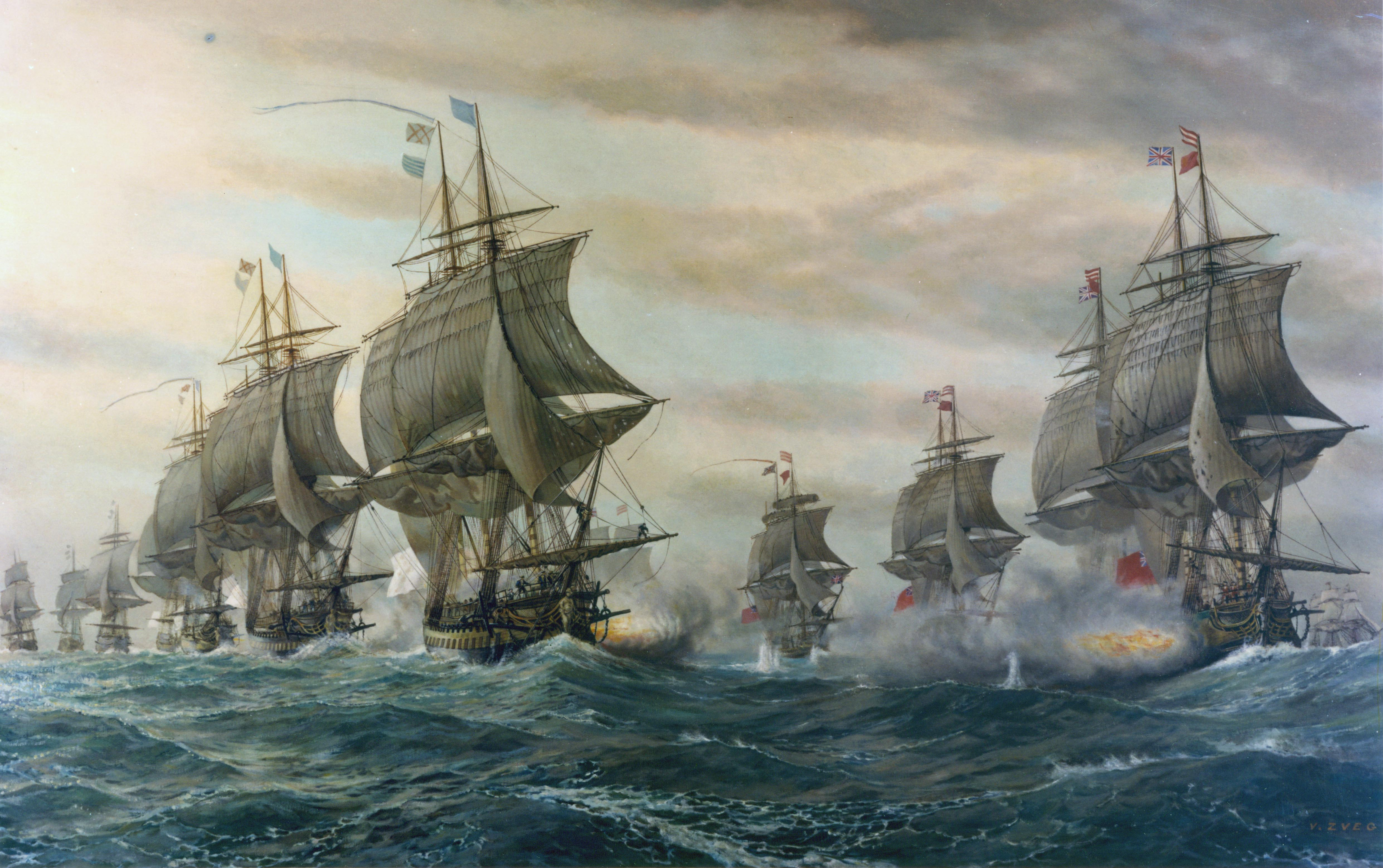
Buques de la Marina francesa en la batalla de Chesapeake.

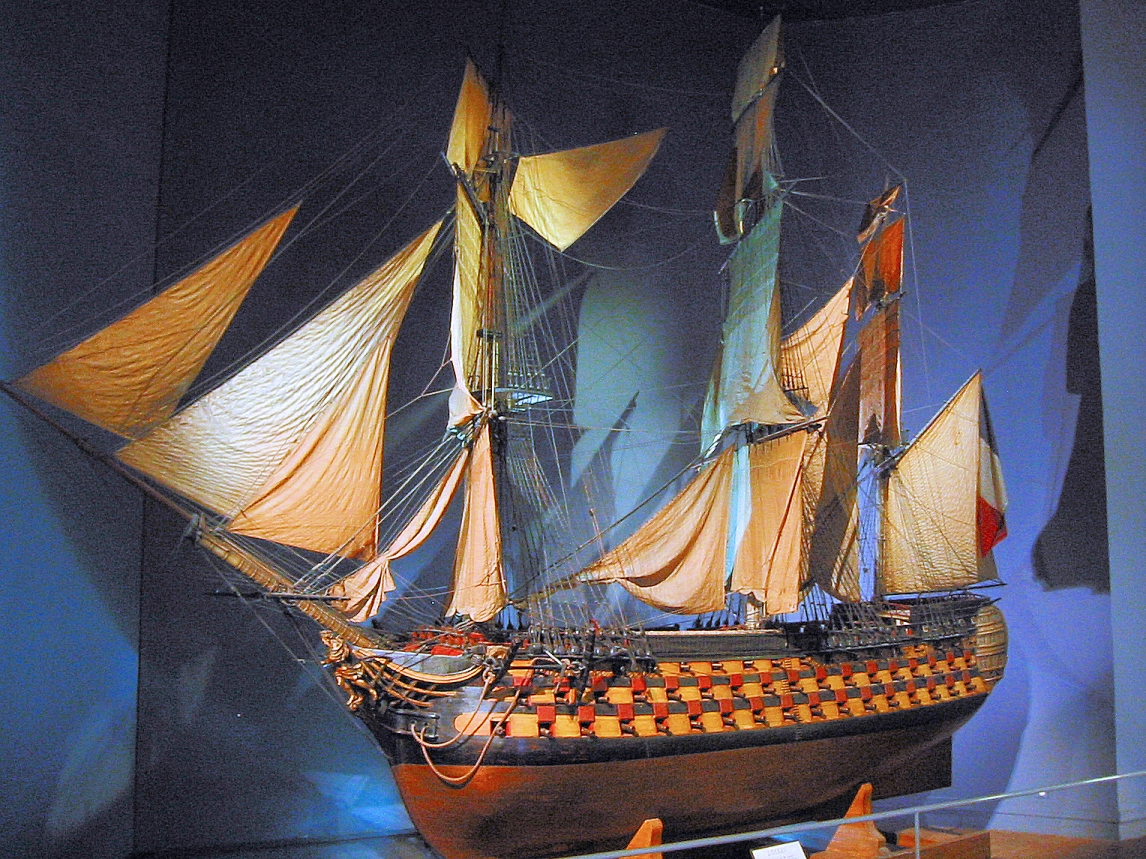
Buque francés de 120 cañones L'Océan. Primer Imperio.

El siglo XVIII vio el comienzo del dominio de la Marina Británica, que logró infligir una serie de importantes derrotas a los franceses. Sin embargo, la Marina francesa siguió obteniendo varios éxitos, como las campañas que llevó a cabo en el Atlántico Picquet de la Motte. En 1766, Bougainville llevó a cabo la primera circunnavegación francesa.
Durante la Guerra de Independencia de los Estados Unidos la Marina francesa desempeñó un papel decisivo en el apoyo a la parte estadounidense. En un esfuerzo impresionante, los franceses bajo de Grasse lograron derrotar a una flota británica en la batalla de la Bahía de Chesapeake en 1781, permitiendo así que las fuerzas de tierra franco-estadounidenses ganaran la batalla de Yorktown, donde se rindió el ejército inglés en América.
En la India, Suffren libró campañas en contra de los británicos (1770-1780), y logró contender por la supremacía naval contra el vicealmirante sir Edward Hughes.
La Revolución Francesa, y la eliminación de numerosos oficiales de noble linaje (entre otros, Charles d'Estaing), dejó paralizada a la Marina francesa. Los esfuerzos de Napoleón I para convertirla en una fuerza poderosa se vieron truncadas por la muerte de Latouche Tréville en 1804, y en 1805 la batalla de Trafalgar, donde los británicos aniquilaron la flota combinada franco-española. El desastre garantizó la dominación naval británica hasta la Segunda Guerra Mundial.
En 1810, la Marina francesa logró una importante victoria contra los británicos durante las guerras napoleónicas, fue la batalla de Grand Port, una batalla entre escuadrones de fragatas para ganar el control del puerto de Grand Port en Isla de Francia (ahora Mauricio) en el Océano Índico ganada por el almirante Duperré.

### 

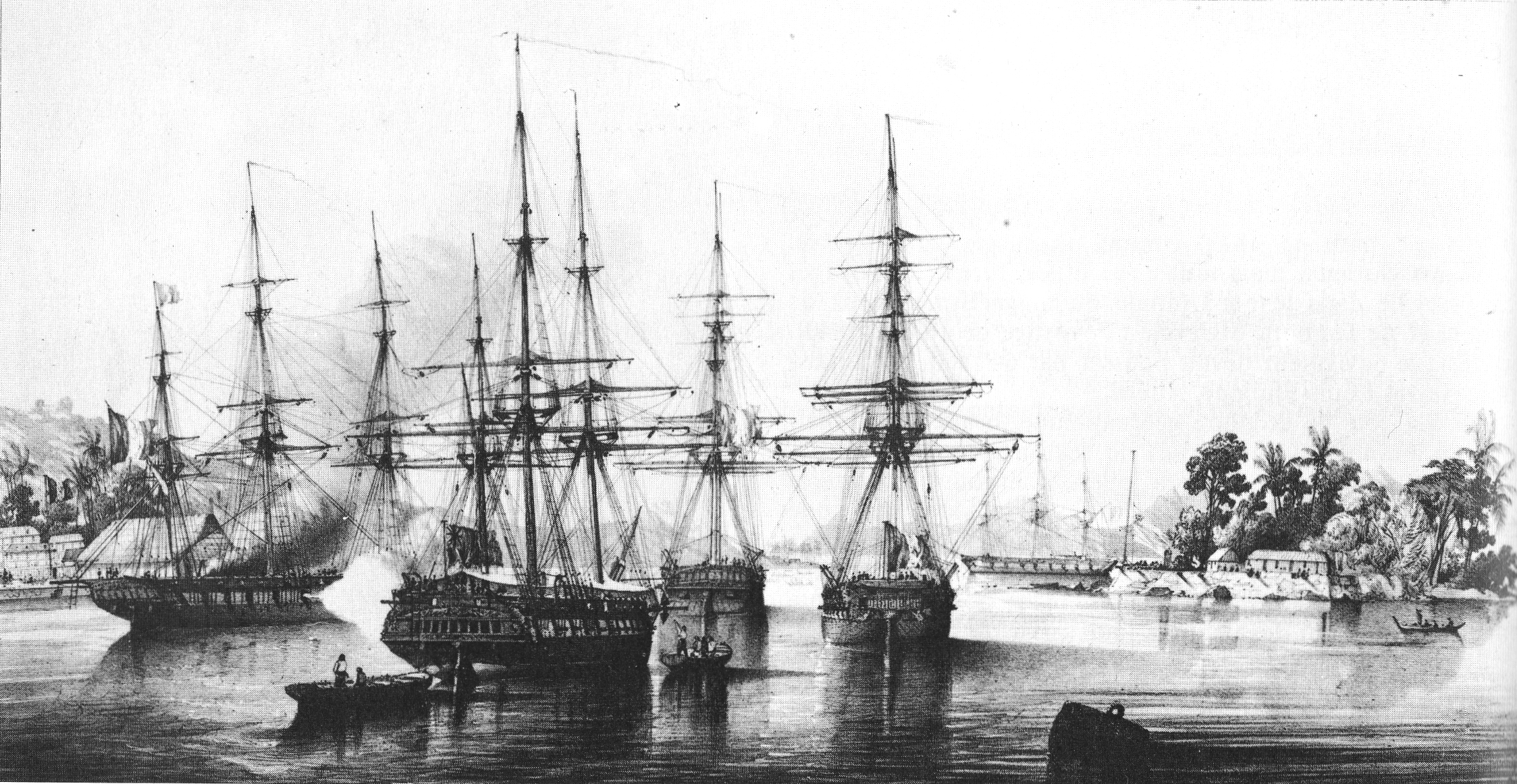
Abel Aubert Dupetit Thouars en Tahití el 9 de septiembre de 1842.

### SigloXIX

#### Intervenciones
Impulsado por Napoleón III para extender el poder y gloria de Francia, la Marina francesa participó en una multitud de acciones en todo el mundo.

##### Oceanía y Pacífico Sur (Monarquía de Julio)
En 1842 la Marina francesa, al mando del almirante Abel Aubert du Petit-Thouars, ocupó la isla de Tahití, mientras que su sobrino Abel-Nicolas Bergasse du Petit Thouars participó en la pacificación de las islas Marquesas en 1880 y como observador en la Guerra del Pacífico. La actividad de Francia en aquella zona del mundo continuaría durante todo el siglo XIX.

##### Guerra de Crimea
El desafío de Napoleón III a las reclamaciones de Rusia para influir en el Imperio otomano llevó a la participación de Francia en la Guerra de Crimea (marzo 1854-marzo 1856). Durante esta guerra Napoleón estableció con éxito una alianza de Francia con Gran Bretaña, que continuó después del fin de la guerra.

##### Conquista deCochinchina

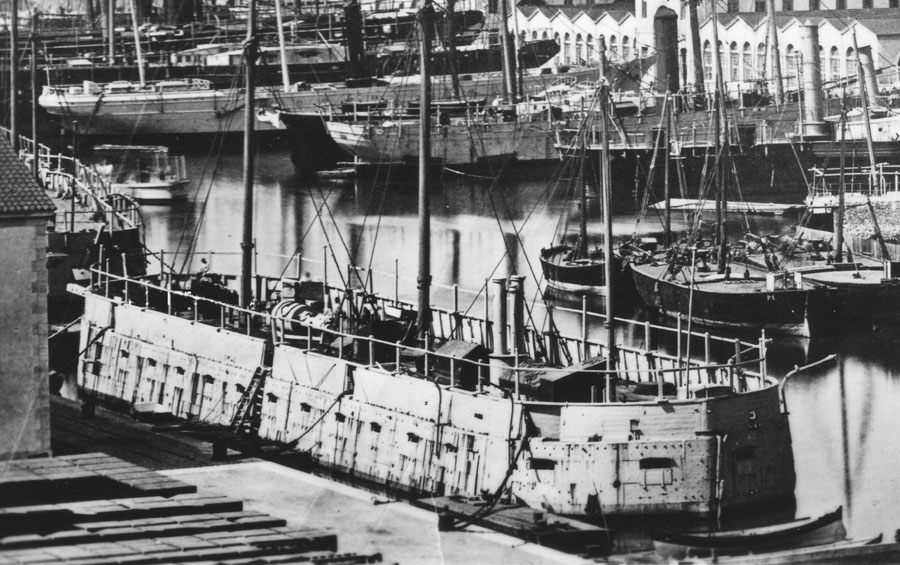
La batería flotante Lave en 1854 durante la Guerra de Crimea.

Napoleón III dio los primeros pasos para establecer una influencia colonial francesa en Indochina. Se aprobó el inicio de la campaña de Cochinchina en 1858 para castigar a los vietnamitas por el maltrato a los misioneros católicos franceses, obligando a la monarquía a aceptar una presencia francesa en el país. Un factor importante en su decisión fue la creencia de que Francia corría el riesgo de convertirse en una potencia de segunda clase por no expandir su influencia en el Este de Asia. Además, la idea de que Francia tenía una misión civilizadora se estaba extendiendo. Esto llevó a la invasión en 1861. En 1862 la guerra había terminado y Vietnam concedió tres provincias en el sur, llamada por los franceses Cochin-China, abrió tres puertos al comercio francés, permitió el libre paso de buques de guerra franceses en Camboya (que dio lugar a un protectorado francés en Camboya en 1867), permitió la libertad de acción de los misioneros franceses y dio a Francia una gran indemnización por el costo de la guerra.

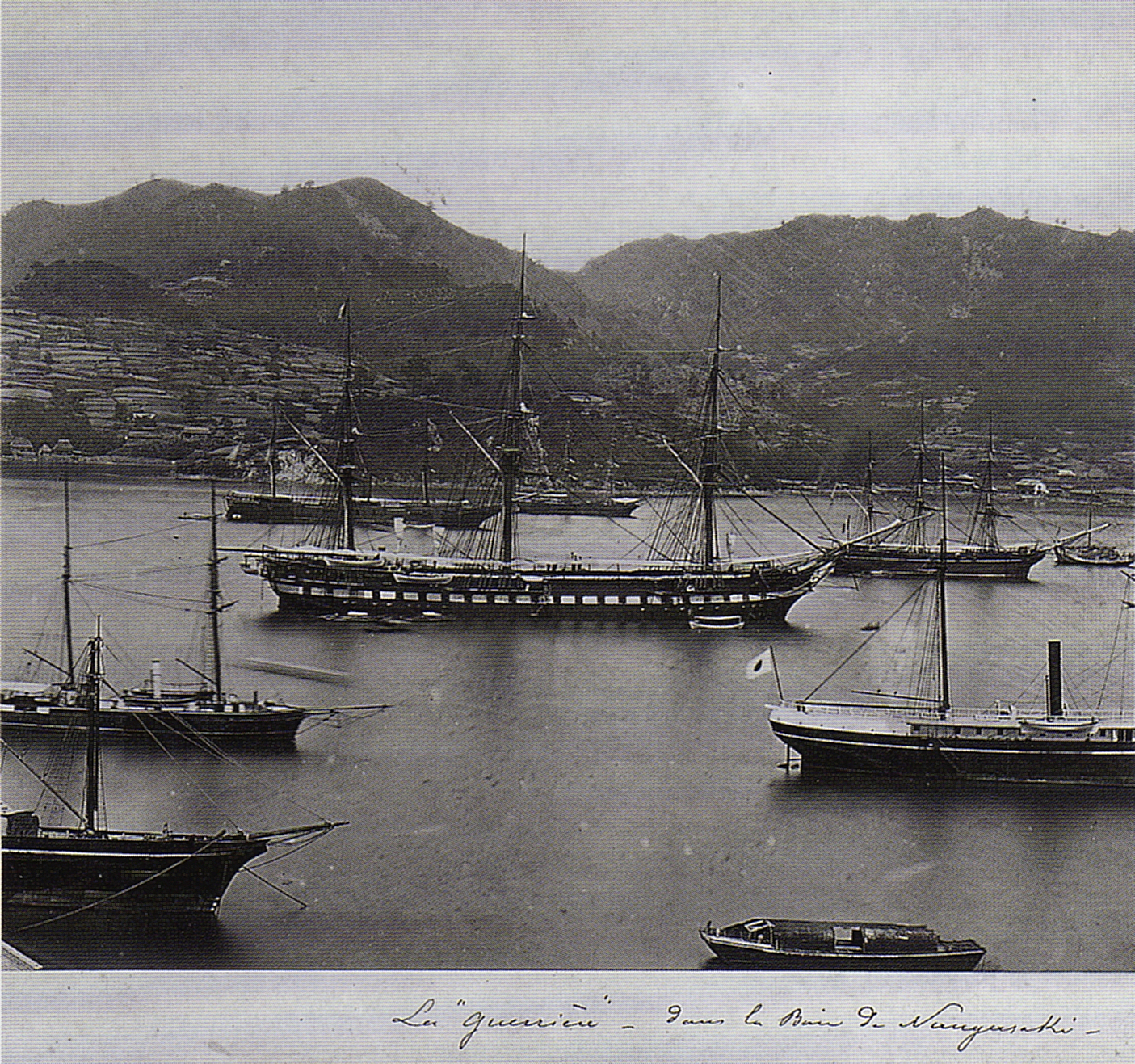
La fragata Guerrière bajo mando del Almirante Roze fue el buque principal en la campaña francesa contra Corea en 1866. En la foto está anclada en el puerto de Nagasaki circa 1865.

##### Segunda guerra del Opio
En China, Francia participó en la segunda guerra del Opio, junto con Reino Unido de Gran Bretaña e Irlanda, y en 1860 las tropas francesas entraron en Pekín. China se vio obligada a conceder más derechos de negociación, permitió la libertad de navegación del río Yangtsé, dar plenos derechos civiles y la libertad de religión a los cristianos, y dar a Francia y Gran Bretaña una enorme indemnización. Esto, combinado con la intervención en Vietnam sentó las bases para una mayor influencia de Francia en China, que condujo a una esfera de influencia sobre las partes del sur de China.

##### México
La Marina francesa llevó a cabo un exitoso bloqueo de México en la Guerra de los pasteles de 1838. Napoleón III, con el pretexto de la negativa de la República Mexicana para pagar sus deudas externas, proyectó establecer una esfera de influencia francesa en América del Norte mediante la creación de una monarquía respaldada por los franceses en México, un proyecto que fue apoyado por los conservadores mexicanos cansados de la República Mexicana y su anticlericalismo.

##### Corea, Japón
En 1866, tropas de la Armada francesa tomaron parte en la Campaña francesa contra Corea. La Marina francesa también tuvo una importante presencia en Japón con el bombardeo de Shimonoseki en 1863. Entre 1867 y 1868, un cierto nivel de presencia en Japón se mantuvo en torno a las acciones de la Misión Militar Francesa en Japón, y la posterior Guerra Boshin.

##### Guerra entre China y Francia
La proyección del poder naval francés en el Extremo Oriente alcanzó un máximo en la primera mitad de la década de 1880. La escuadra del Extremo Oriente (escadre de l'Extrême-Orient), un conjunto naval temporal de dos (posteriormente tres) divisiones navales bajo el mando del almirante Amédée Courbet para la duración de la Guerra entre China y Francia (agosto de 1884 hasta abril de 1885). La escuadra tuvo una gran cantidad de misiones durante la guerra a lo largo de la costa de China y en los mares alrededor de Formosa (Taiwán). Destruyó casi de completo la flota Fujian de China en la batalla de Fuzhou (23 de agosto de 1884), y la escuadrón participó en el bombardeo y desembarco en Jilong (Keelung) y Danshui (Tamsui) (5 y 6 de agosto de 1884 y 1 a 8 de octubre de 1884), el bloqueo de Formosa (octubre 1884-abril 1885), la batalla de Shipu (14 de febrero de 1885), la llamada batalla de Zhenhai (1 de marzo de 1885), la Campaña Pescadores (marzo de 1885) y el "bloqueo de arroz" del río Yangtsé (marzo a junio de 1885).

#### Las innovaciones tecnológicas (sigloXIX)

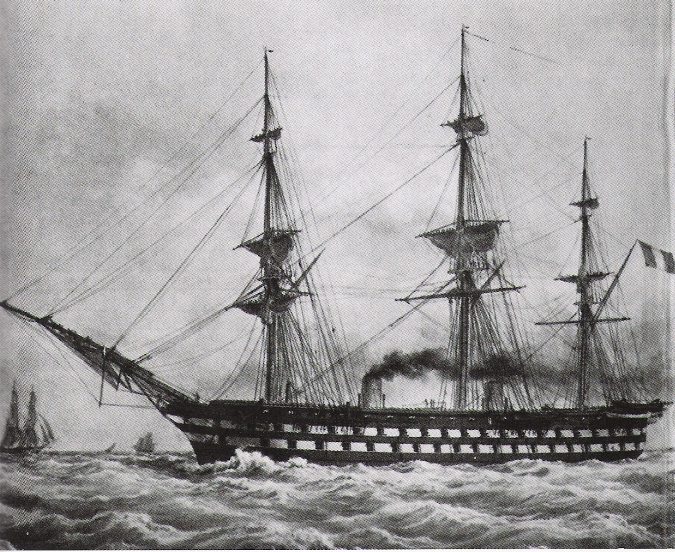
Le Napoléon (1850), el primer navío de línea de vapor en la historia.

En el siglo XIX, la marina se recuperó y se convirtió sin duda en la segunda mejor del mundo después de la Royal Navy, aunque mucho más pequeña. La Marina francesa, dispuesta a desafiar la supremacía naval británica, tuvo un papel de liderazgo en muchas áreas de desarrollo de buques de guerra, con la introducción de nuevas tecnologías.
- Francia lideró el desarrollo de cañones y municiones para la Marine Nationale, con la invención por Henri-Joseph Paixhans del cañón Paixhans ; cañones con trayectoria plana que disparaban proyectiles explosivos, no simplemente macizos.
- En 1850 Le Napoléon se convirtió en el primer navío de línea a vapor de la historia.
- La Gloire se convirtió en el primer buque blindado oceánico de la historia cuando fue botado en 1859.
- En 1863, la armada francesa botó el Plongeur, el primer submarino del mundo accionado mediante fuerza mecánica.
- En 1876, el Redoutable se convirtió en el primer buque de guerra de casco de acero.
- El 1895, el Dupuy de Lôme considerado por algunos como el primer crucero acorazado

La Marina francesa también se convirtió en activa defensora de la doctrina "Jeune École", que propugnaba –como ocurrió– el empleo de buques de guerra más rápidos y pequeños (genéricamente, "torpederos") aptos para rivalizar con la flota británica constituida en base de pesadas y más lentas unidades acorazadas.
La construcción de buques de guerra franceses resultó atractiva para los países de reciente industrialización como Japón, cuando el reputado ingeniero naval francés Louis-Emile Bertin fue enviado como asesor extranjero especial de la Armada Imperial Japonesa por un período de cuatro años, desde 1886 hasta 1890 para asistir en el diseño de buques de guerra de la Armada Imperial Japonesa y donde también dirigió la construcción de los astilleros y arsenales navales de Kure y Sasebo.

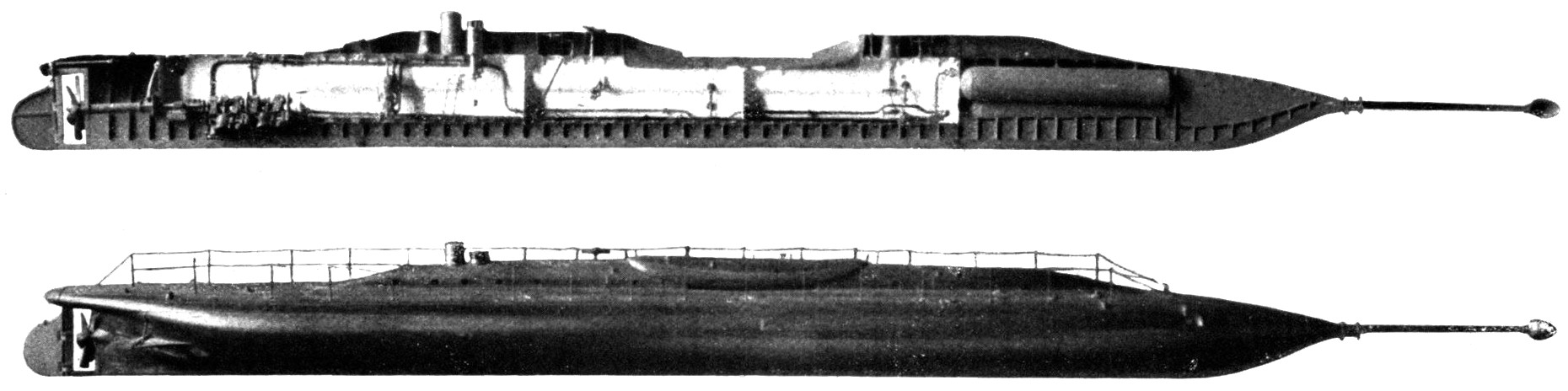
Plongeur (1863).
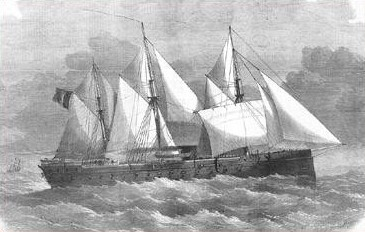
La Gloire (1859).

### SigloXX
El desarrollo de la marina francesa se desaceleró en el primer tercio del siglo XX mientras la carrera naval de armas entre Alemania y Reino Unido creció en intensidad. Como resultado, la marina francesa fue superada no solo por la Royal Navy, pero también por la alemana y la Armada de EE. UU., que también eran técnicamente superiores. Ya era tarde para introducir nuevos acorazados – acorazados y crucero ligeros, por lo que entró en la Primera Guerra Mundial con relativamente pocos buques modernos.
La Entente Cordial puso fin a la época en que Gran Bretaña era visto como un enemigo potencial, reduciendo la necesidad de una marina fuerte. Aunque no hubo alianza militar formal, hubo un acuerdo de facto que Francia jugaría un papel de liderazgo en el Mediterráneo y Reino Unido protegería la costa norte de Francia contra un posible ataque alemán. Durante la guerra, el esfuerzo francés principal fue absorbido por la lucha en tierra, por lo que no se construyeron muchos buques de guerra nuevos. A pesar de ello, la marina francesa tuvo un buen desempeño en la Primera Guerra Mundial.[cita requerida]La mayor operación en que participó la marina fue la Campaña de los Dardanelos. Las pérdidas más significativas durante la guerra fueron cuatro acorazados pre-dreadnought.
Número de principales barcos al inicio de la guerra:
- Acorazados dreadnought: 4/7
- Acorazados pre-dreadnought: 17/13
- Cruceros acorazados: 22/18
- Cruceros protegidos: 13/12
- Destructores: 35/42 (desplazamiento mayor de 500 t)
- Torpederos: 180/164
- Submarinos: 50/61

#### El primer proto-portaaviones

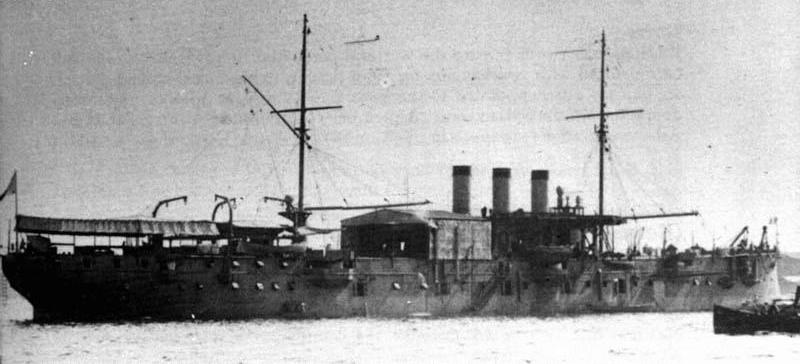
Portahidroaviones Foudre.

La invención del hidroavión en 1910 por el francés Le Canard llevó en poco tiempo al desarrollo de los buques destinados al transporte de estos aviones equipados con flotadores. En 1911 la marina incorpora al buque La Foudre, el primer portahidroaviones. Fue comisionado como portahidroaviones, y llevó hidroaviones en sus hangares de la cubierta principal, desde donde se depositaban en el mar con una grúa. La Foudre se modificó de nuevo en noviembre de 1913 con una cubierta de 10 m preparada para lanzar sus hidroaviones desde cubierta.

#### Construcción de flota entre las guerras mundiales

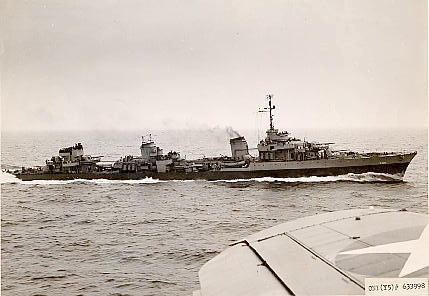
Destructor francés Fantasque.

Después de la Primera Guerra Mundial, la Marina francesa sigue ocupando el 4.º puesto en el mundo (después de las marinas británica, estadounidense y japonesa), pero la marina italiana, considerado ahora como el enemigo principal, era la 5.ª. Este orden de las flotas, la Marina francesa igual a la marina italiana, fue sancionada por el Tratado Naval de Washington de 1922. Cada flota naval se compone de una variedad de buques de diferentes tamaños, y no toda flota cuenta con recursos suficientes para poder incorporar buques excelentes de cada clase. Sin embargo, diferentes países se esfuerzan por sobresalir en clases particulares.
Entre las dos guerras mundiales, la flota francesa era notable en la construcción de un pequeño número de barcos que estaban "por encima" con relación a sus equivalentes de otros poderes. Por ejemplo, los franceses optaron por construir "súper destructores", que se consideraron durante la Segunda Guerra Mundial por los Aliados como el equivalente de cruceros ligeros. La clase Fantasque sigue teniendo el récord de destructores más rápidos. La clase Surcouf de submarinos era la más grande y poderosa de Europa en sus días. Los acorazados de clase Dunkerque, especialmente diseñados para combatir a los acorazados de bolsillo alemanes que eran, a pesar de su relativamente pequeño tamaño, de diseño muy equilibrado y precursores de los acorazados de las nuevas clases que aparecerían. Los acorazados de clase Richelieu eran considerados por algunos expertos como los mejores construidos bajo los límites impuestos por el Tratado Naval de Washington.

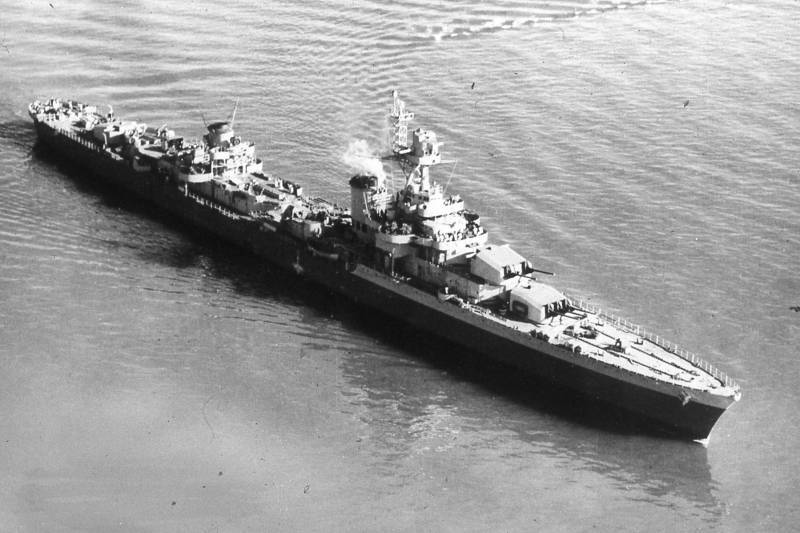
Crucero minador Émile Bertin.

A pesar de las propuestas del inventor francés Clément Ader en 1909 para construir un barco con una cubierta plana para operar aviones en el mar, similares a los portaaviones modernos, la marina francesa construyó su primer portaaviones sólo en 1920 y no fue más allá en el desarrollo de los portaaviones hasta la Segunda Guerra Mundial. En 1920, Paul Teste logró el primer aterrizaje de la historia de la Marina francesa, a bordo del Béarn.
Grandes buques de la marina francesa al principio del ataque alemán en mayo de 1940:

Surcouf.

- Acorazados modernos: 4 (Richelieu y Jean Bart; Clemenceau y Gascogne, comenzados pero no terminados)
- Acorazados antiguos - dreadnoughts: 5 (Bretagne, Provence, Lorraine, París y Courbet)
- Portaaviones: 1 (Béarn, y dos planeados -Joffre y Painlevé-)
- Portahidroaviones: 1
- Cruceros pesados: 10
- Cruceros ligeross: 10
- Grandes destructores: 32 (Contre-Torpilleurs)
- Destructores: 38
- Submarinos: 80 (y otras dos docenas en varios estadios de construcción)
- Balandras y escoltas: 65 (con otros veinte en varios estadios de construcción y veinte en reserva)

Aparte de éstos había en construcción submarinos y numerosos destructores en diferentes etapas de construcción.

#### Segunda Guerra Mundial

##### Inicios

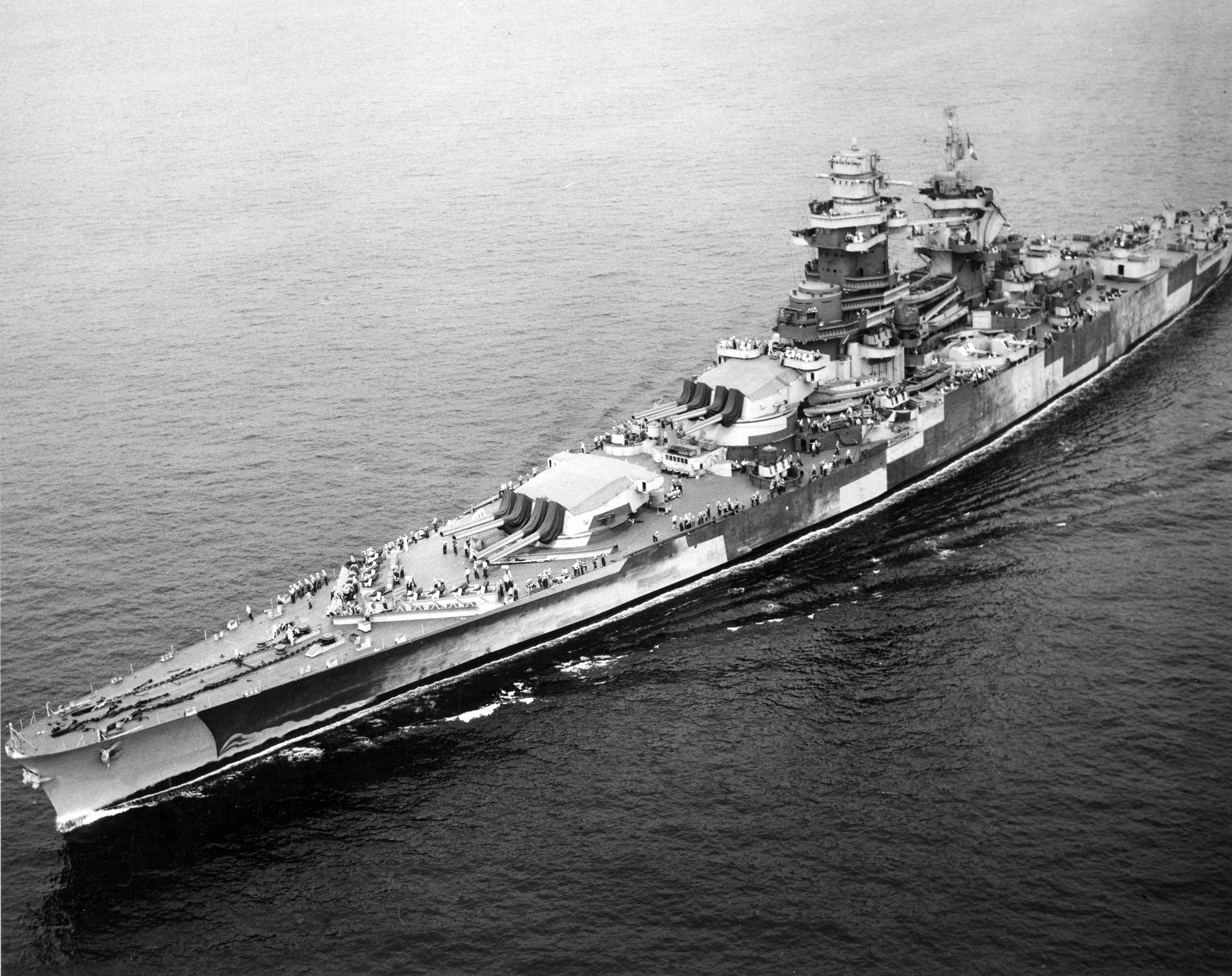
Acorazado Richelieu.

Al comienzo de la guerra, la Marina francesa participó en una serie de operaciones contra las Potencias del Eje, participando en la batalla del Atlántico, la Campaña aliada en Noruega, la evacuación de Dunkerque y, brevemente, la batalla del Mediterráneo. Sin embargo, los términos del armisticio de Pétain cambió por completo la situación: la flota francesa de inmediato se retiró de la lucha.

##### Vichy
Los británicos percibían a la flota francesa bajo el gobierno de Vichy como una amenaza potencialmente letal. Esta amenaza se hizo más real que los franceses se convierten en enemigos de alguna manera formal o, más probablemente, si la Armada Alemana (Kriegsmarine) logra hacerse con el control de los buques franceses. Es esencial que la marina francesa sea puesta fuera de combate. Algunos buques se encontraban en los puertos controlados por los británicos en Reino Unido y Egipto. Muchos barcos fueron fácilmente convencidos para volver a al lucha con los aliados como parte de la Fuerzas Navales de la Francia Libre (Forces navales françaises libres, FNFL) debido a la creciente influencia del general De Gaulle.
Sin embargo, el grueso de la flota francesa se mantuvo en Mers-el-Kébir o Dakar. La Royal Navy emitió un ultimátum a la flota francesa en Mers-el-Kebir. El 3 de julio de 1940, los británicos abrieron fuego y hundieron o dañaron gran parte de la flota cuando el acuerdo se probó imposible (Operación Catapulta). En septiembre, se intentó tomar Dakar, bajo control de Vichy, lo que acabó en la batalla de Dakar y una victoria para las fuerzas de Vichy. Además, el ataque aliado en Dakar, condujo directamente al bombardeo aéreo por parte de Vichy de Gibraltar. Estas acciones agriaron las relaciones anglo-francesas, pero no inhiben las deserciones más a los aliados. La posterior batalla de Gabón, la Campaña de Siria y Líbano, y la batalla de Madagascar terminaron en derrotas de las fuerzas de Vichy.

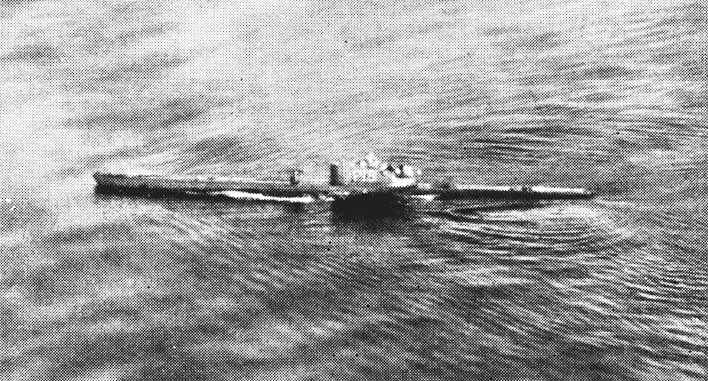
FNFL Submarino Rubis, poniendo minas que hundieron o dañaron al menos, 14 buques.

##### Incorporación a los aliados
Durante la Operación Antorcha en noviembre de 1942, los Aliados invadieron África del Norte francesa y las fuerzas de Vichy cambiaron de lado. En respuesta, los alemanes lanzaron la operación Case Anton y ocuparon la porción de África del Norte en poder de Vichy y la metrópoli. La ocupación alemana en Francia incluyó el puerto de la marina francesa de Toulon donde amarraba la mayor parte de los barcos supervivientes de la flota francesa.

Este era un objetivo importante de Alemania y las fuerzas bajo el mando de las SS había

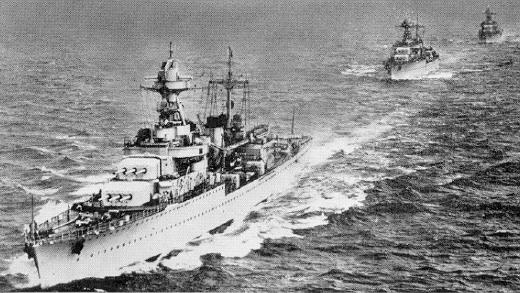
El crucero ligero Georges Leygues dio fuego de cobertura durante los desembarcos de Normandía y Tolón.

 fueron asignadas a su captura en la (Operation Lila). Esto condujo finalmente a que los marineros franceses hundieran sus propios barcos para salvarlos de caer en manos alemanas (Hundimiento de la flota francesa en Tolon). No quedan a partir de este momento barcos importantes en servicio y algunos averiados fueron llevados a reparar. Unos pocos barcos pudieron salir de Toulon y se unieron a los aliados. Cinco submarinos trataron de salir, pero solo tres lograron unirse a los aliados: El Casablanca, Glorieux y Marsouin. Después de "Torch", el resto de la Armada francesa pasó a combatir junto a los aliados, incluidos los buques internados en Egipto, y hubo buques de guerra FNFL apoyando el desembarco aliado en Normandía y el del sur de Francia en la Operation Dragoon.
La conquista de los puertos europeos puso fin a las operaciones de combate de la Armada, que pasó el resto de la guerra limpiando las minas y reparando las instalaciones portuarias. En el teatro del Pacífico, la Marina francesa estuvo presente hasta la capitulación japonesa, el Richelieu estuvo presente en la rendición japonesa. Al final de la guerra, el peso de la marina francesa era de 400 000 toneladas (800 000 en mayo de 1940).

#### La posguerra
Después de la Segunda Guerra Mundial la Marina Nacional Francesa había quedado reducida a casi nada, los buques basado en Toulon, Casablanca y Oran, yacían en el fondo del puerto, las grandes pérdidas acaecidas durante la guerra no se habían recuperado, con los astilleros metropolitanos ocupados por los alemanes. Solo las fuerzas que se habían unido a la Francia Libre eran operativas y el único portaaviones en servicio era el Bearn, era totalmente anticuado.
Al finalizar la guerra, la Aéronautique navale es rápidamente reconstruida por EE. UU. y Gran Bretaña, apoyándose en el plan MDAP (programa de asistencia militar mutua). Como primera medida, la Marina Francesa recibe cuatro portaaviones: el Dixmude y Arromanches (ex Biter y Colossus de la Royal Navy), y el La Fayette y Bois Belleau (ex Langley y Belleau Wood de la US Navy). Los buques de la armada francesa Béarn, Fantasque, Triomphant, Duquesne, Tourville, y Emile Bertin ayudaron a transportar el Cuerpo Expedicionario Francés del Lejano Oriente a la Indochina Francesa en 1946.
El material de vuelo es también renovado y pronto se reciben Supermarine Seafire y Douglas Dauntless. Más tarde, Grumman Hellcat y Curtiss Helldiver vienen para añadirse o reemplazar a esos primeros aviones. Estos aviones son en la inmensa mayoría aparatos muy fogueados y la Marina todavía necesitaba aviones más nuevos con el fin de asegurar aúna eficacia operacional coherente y necesaria para apoyar la guerra en Indochina contra el Viêt-minh. A principios de 1952, 94 ejemplares del F4 Corsair son encargados. La escuadrilla 14F comenzó a operarlos desde un aeródromo de la Fuerza Aérea Francesa en Bach Mai, cercano a Hanói. Sus primeras misiones fueron el Apoyo a Dien Bien Phu.

## Hoy
El jefe del personal naval es el almirante Pierre-François Forissier.

### Ramas
La Marina está organizada en cinco ramas:
- La "Force d'Action Navale" ("Fuerza de Acción Naval"), flota de superficie
- Las "Forces Sous-marines" ("Fuerza de Submarinos"), flota estratégica de disuasión nuclear basada en la Île Longue
- La "Aviation Navale" ("Fuerza Aérea naval"), aviones y helicópteros basados en tierra y sobre el mar.
- Los "Fusiliers Marins" ("Fusileros navales", fuerzas de tierra utilizadas para asegurar las instalaciones navales) and "Commandos de Marine" (asalto anfibio y otras operaciones especiales), conocidos colectivamente como FORFUSCO.
- La "Gendarmerie maritime", operaciones de policía y guardia costera

Las Troupes de Marine ("Tropas Navales"), los cuales comprenden los Régiments d'Infanterie de Marine (the famous elite RIMa) es el nombre moderno de las Troupes Coloniales ("tropas coloniales"), y no son parte de la Armada, sino del Ejército.

### Buques de guerra
La Marina Nacional consta de 180 buques y distingue entre los buques de guerra (74 unidades el 1 de agosto de 2011), buques de apoyo (cien unidades) y los submarinos (10 unidades). El total representa un desplazamiento de alrededor de 470 000 toneladas (carga completa): Submarinos: 74 000 toneladas, los buques de guerra: 245 000 toneladas y los buques de apoyo: alrededor de 150 000 toneladas. Los buques de guerra y cerca de treinta embarcaciones de apoyo son el Grupo de Acción Naval [1], que proporciona la mayor parte de la contribución de las misiones navales de la prevención y detección. Se puede encontrar al final las unidades en construcción o en fase de pruebas junto a las fechas previstas de entrega a la Armada y/o entrada en servicio activo.
Aunque la doctrina naval francesa llama a la posesión de dos portaaviones, la armada cuanta solo con uno el portaaviones Charles de Gaulle (R 91), aunque hay un proyecto para construir uno nuevo llamado temporalmente "PANG" y reemplazar al Charles de Gaulle. Dicho proyecto se ha retrasado varias veces por razones presupuestarias, dando prioridad a los más fácilmente exportables FREMM del proyecto, la decisión sobre la construcción del segundo portaaviones ya ha sido retrasado hasta 2012.
Actualmente la Marina está inmersa en una renovación tecnológica de sus unidades, ordenándose la construcción de nuevos submarinos y nuevos cazas navales Dassault Rafale.
Actualmente (2010) hay en servicio:
- Fuerza naval: 115 buques y 12 000 efectivos; Incluye: portaaviones Charles de Gaulle (R 91), fragatas de clase FREMM, clase Horizon, clase Floreal y clase La Fayette.
- Fuerza submarina (FSM): 10 unidades y 3300 efectivos; Incluye: submarinos de clase Le Triomphant, clase Rubis y clase Barracuda.
- Aviación naval (AVIA): 147 aeronaves y 7300 efectivos;
- Infantería de marina y Comandos Navales (FORFUSCO): 2000 efectivos distribuidos en 16 equipos.

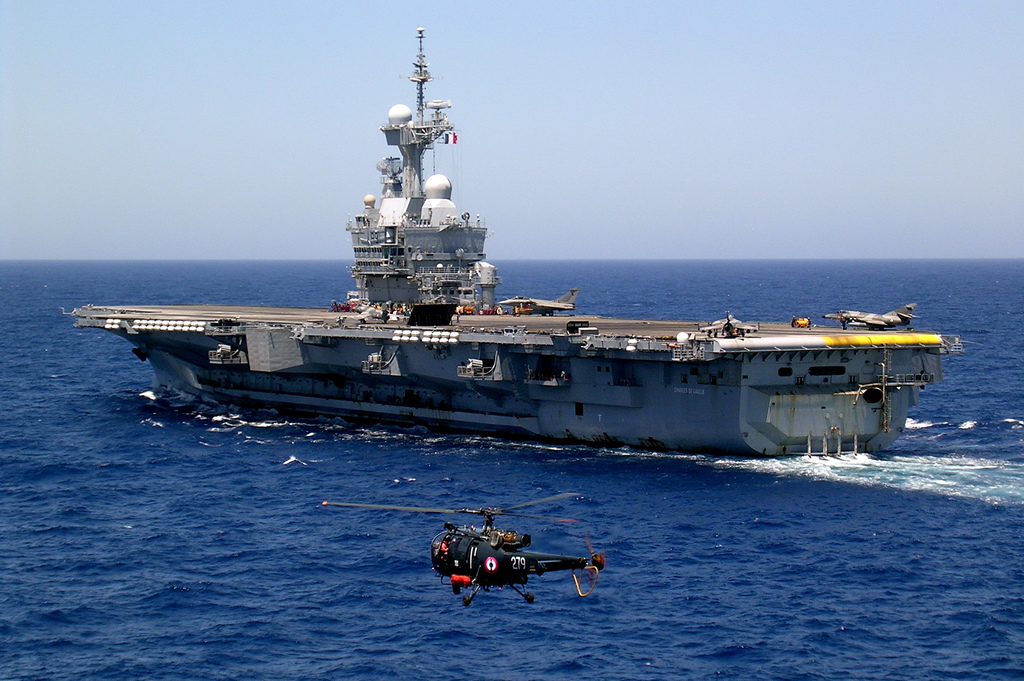
Portaaviones Charles de Gaulle
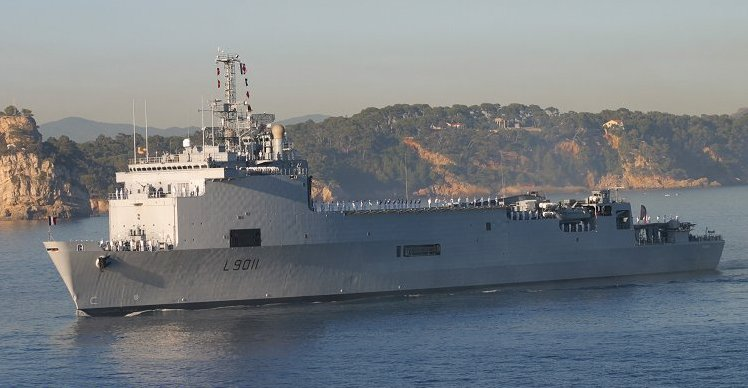
LPD Foudre
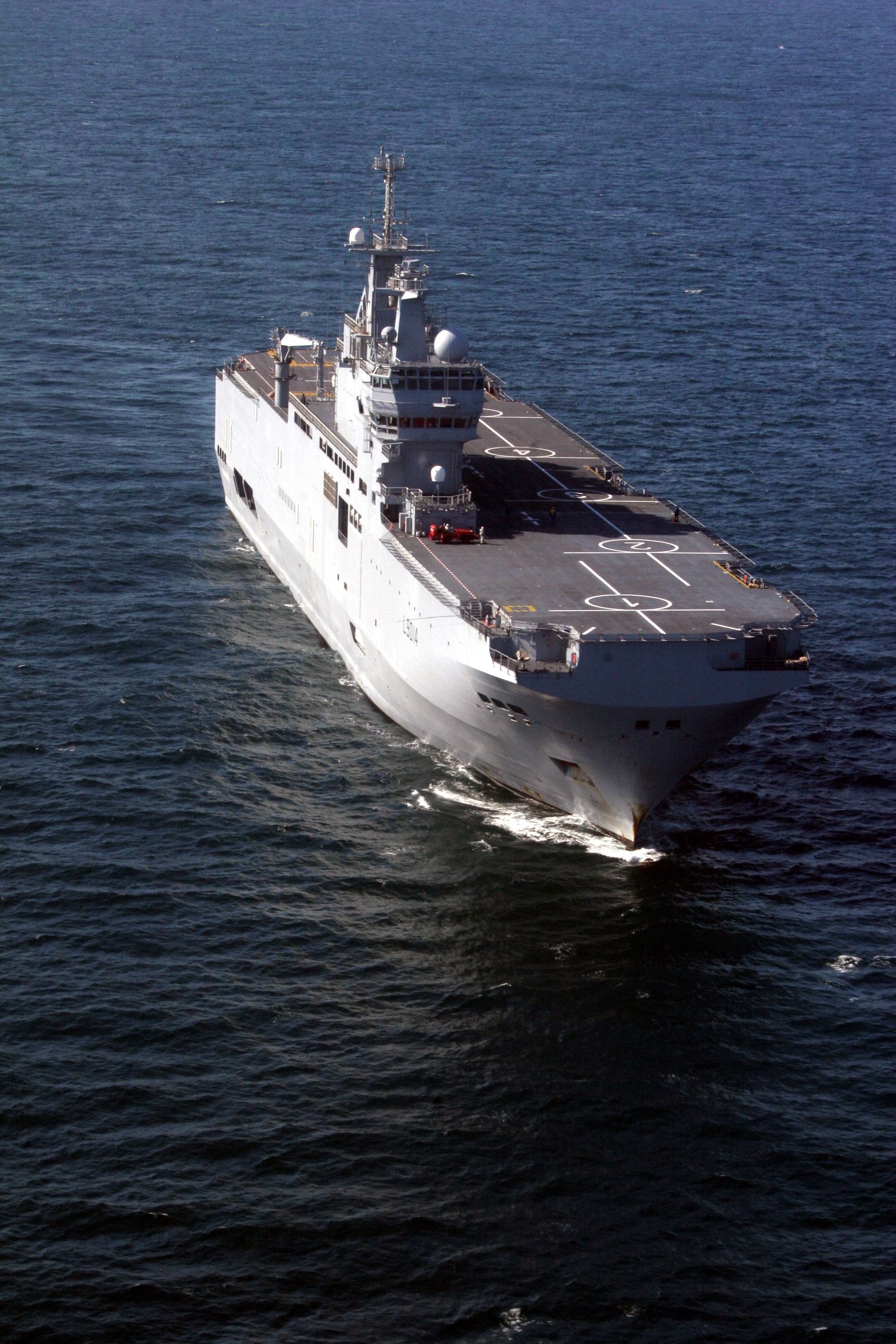
Buque de asalto anfibio Tonnerre
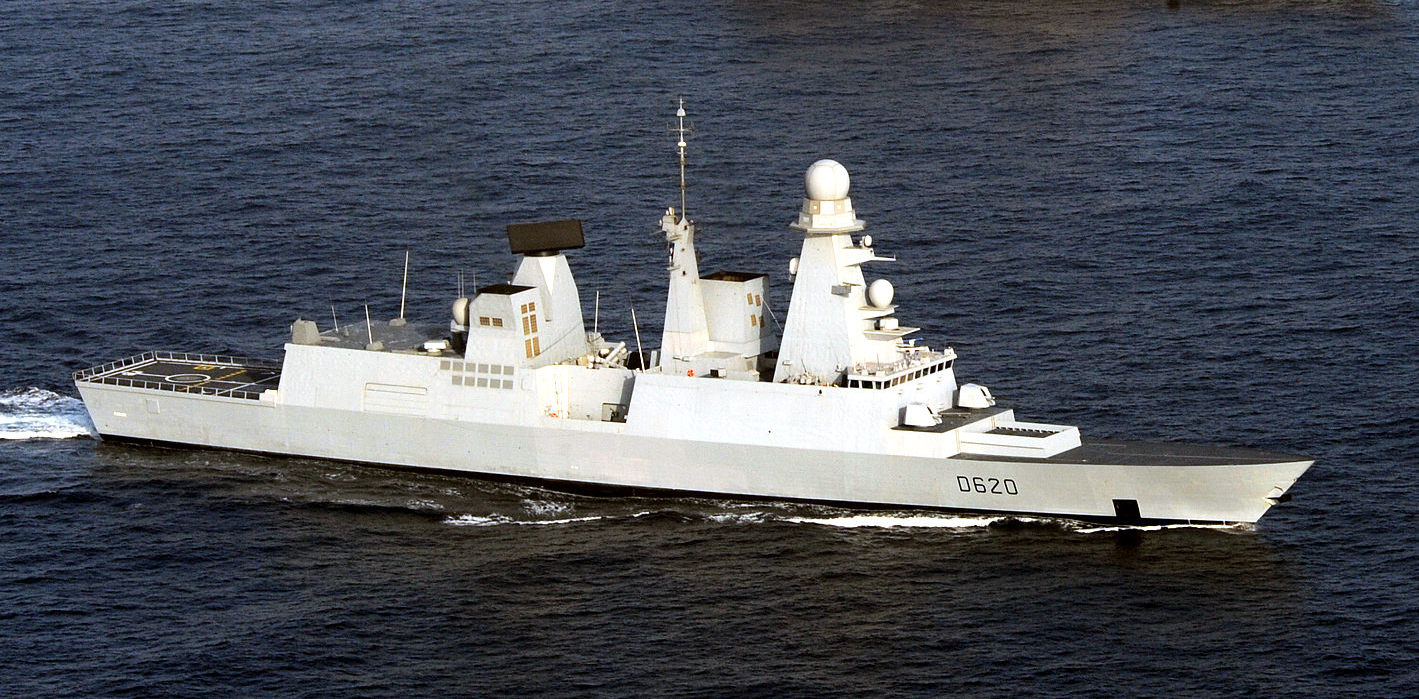
Fragata antiaérea Forbin
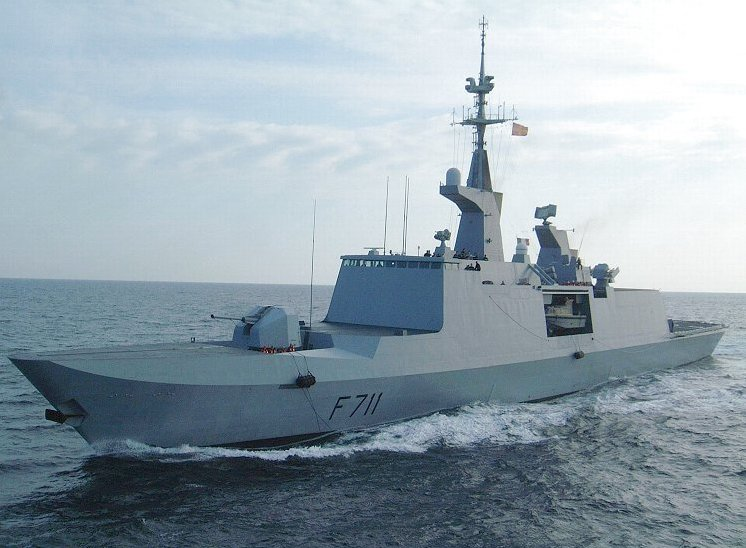
Fragata Surcouf
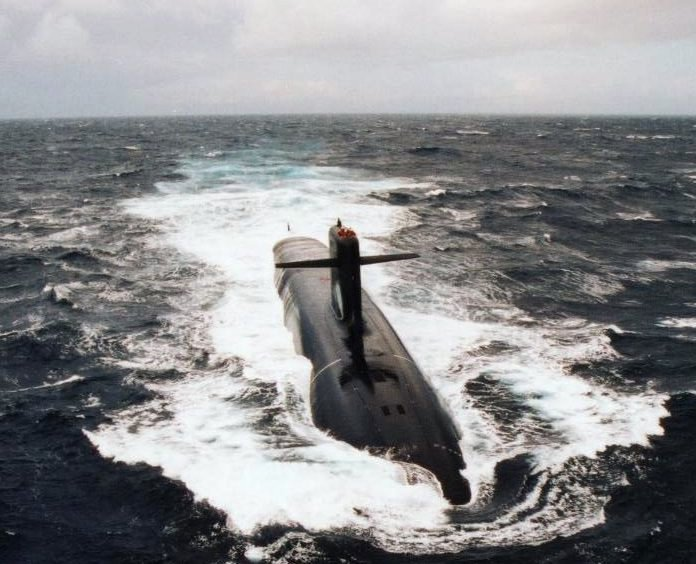
SNLE-NG Téméraire
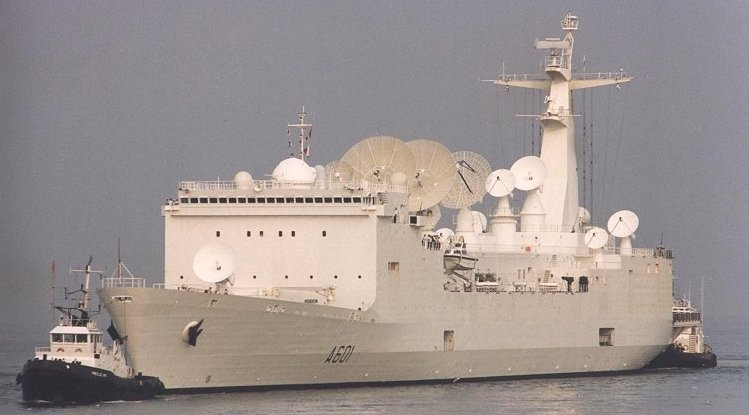
Buque de misiles guiados Monge
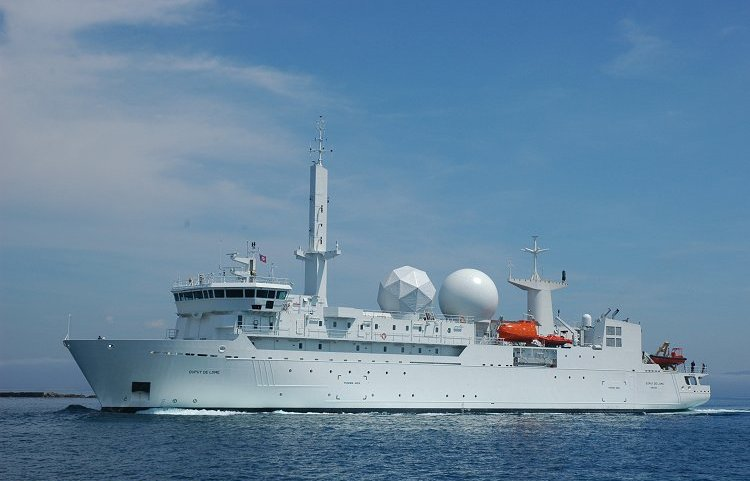
Buque de señales e inteligencia Dupuy de Lôme

### Equipo de aviación naval

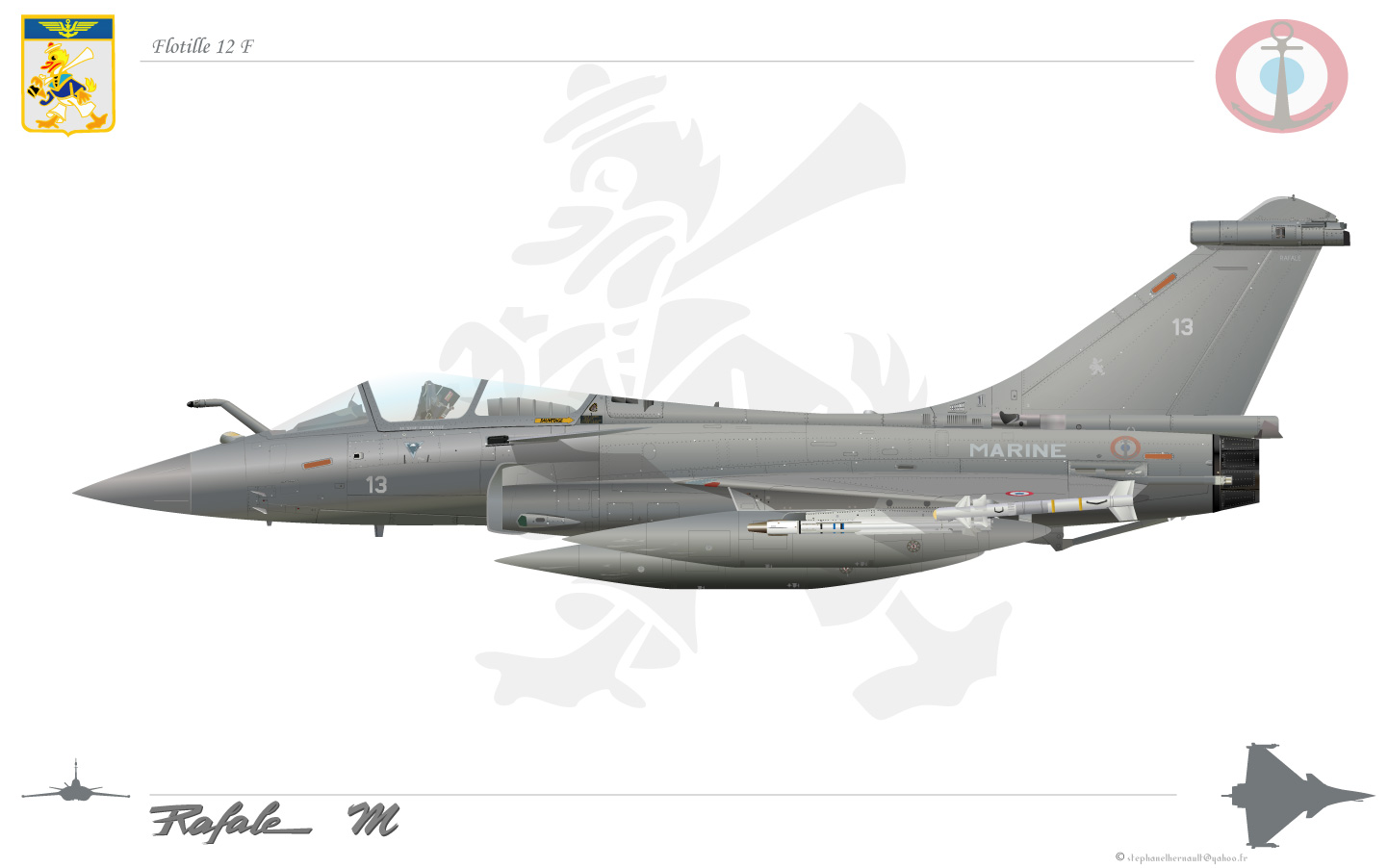
Rafale.

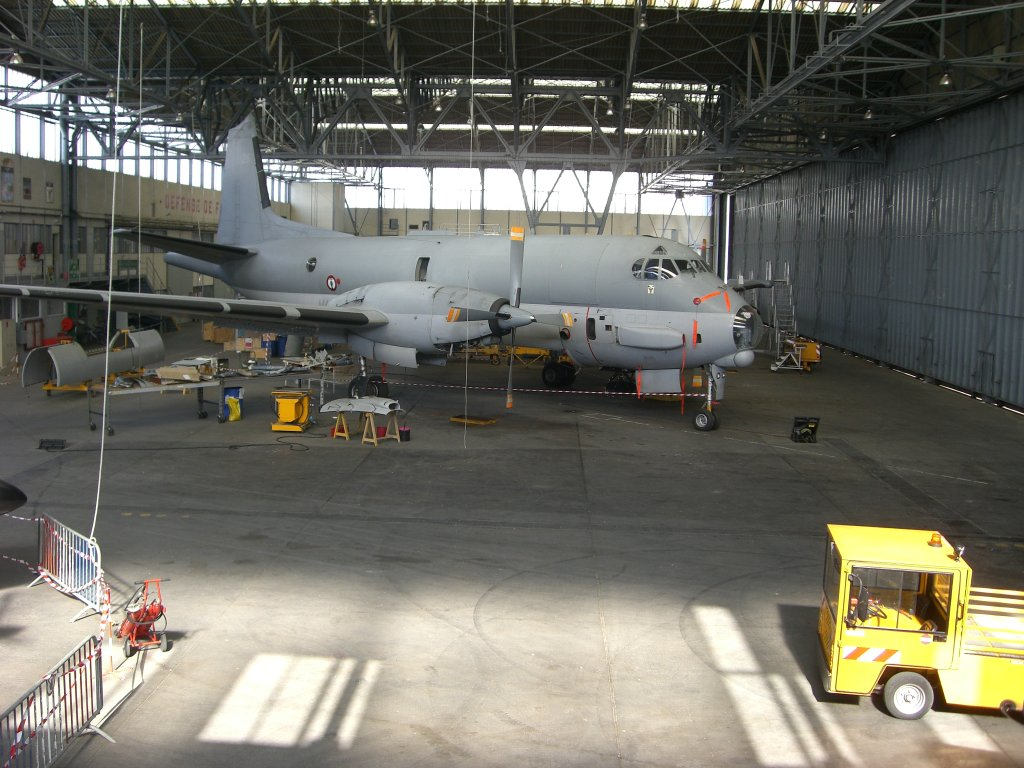
Atlantique 2.

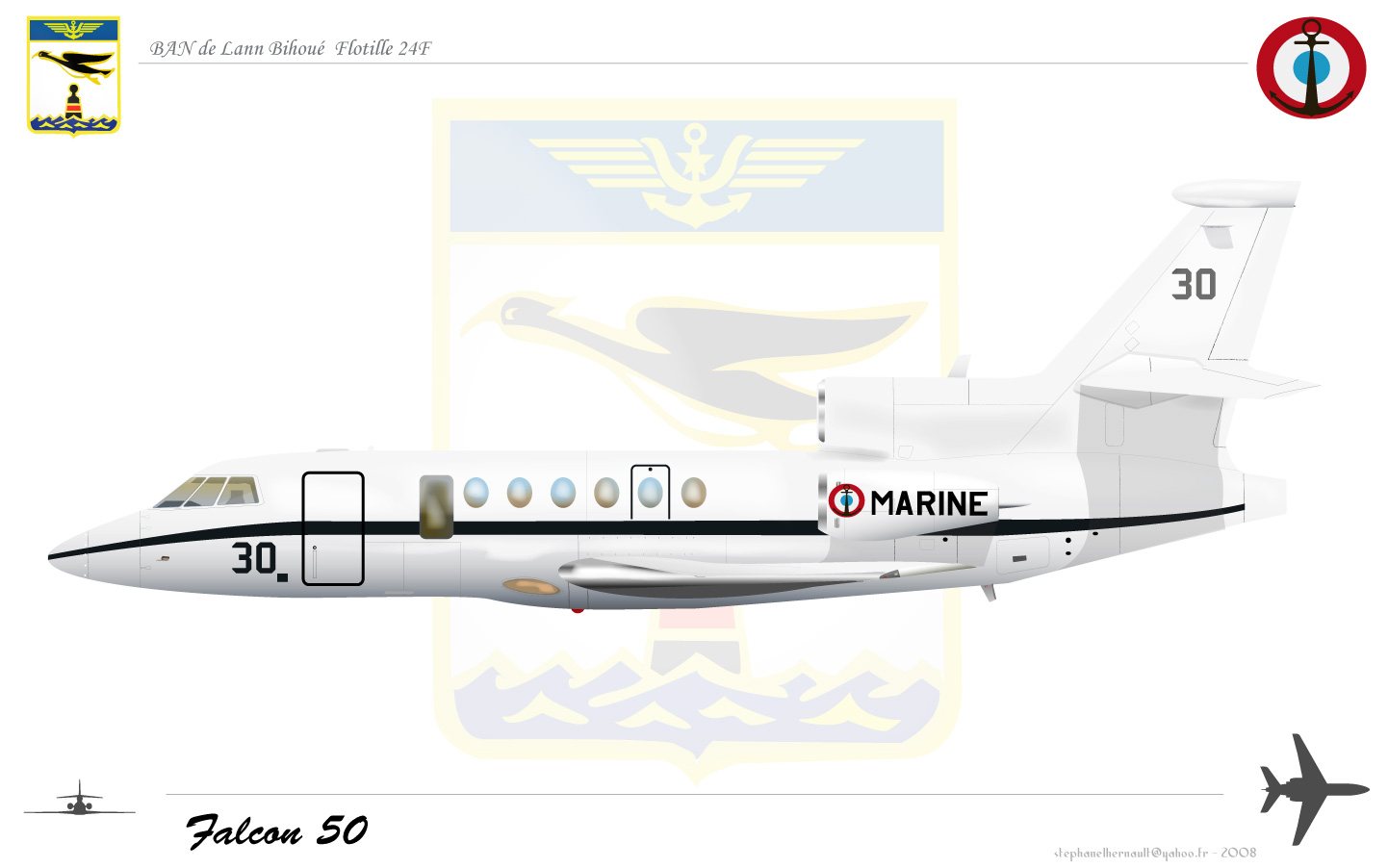
Falcon 50 M.

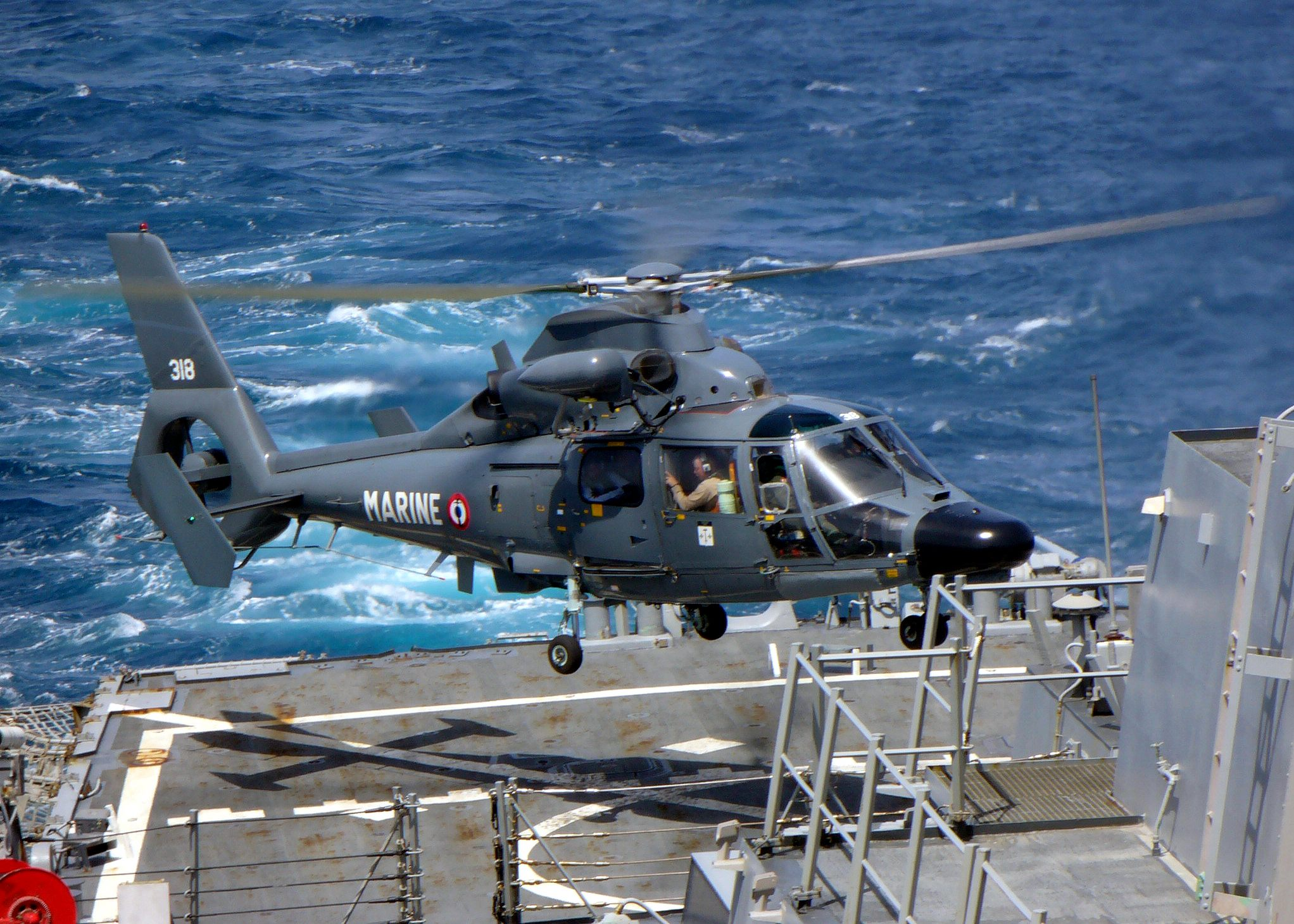
Panther.

Actualmente (2009) las aeronaves en servicio son:
Aeronaves embarcadas:
- 28 Rafales (12F)
- 3 E-2 Hawkeye (4F)

Aeronaves de patrulla marítima:
- 22 Atlantique 2 (21F,23F)

Aeronaves de reconocimiento:
- 5 Falcon 200 "Gardian" (25F)
- 4 Falcon 50 M (24F)

Apoyo e instrucción:
- 6 Falcon DA 10 (57S)
- 11 Embraer EMB 121 Xingu, avión de utilidad (24F,28F)
- 7 Mudry CAP 10, aviones acrobáticos (50S)
- 9 Morane-Saulnier MS88 Rallye, entrenadores (50S)

Helicópteros
Antisubmarinos
- 26 HAS.2 Lynx (31F,34F)

ASuW
- 16 AS 365 Panther (36F)

Rescate
- 11 SA 365 Dauphin (35F)
- 8 SA 321 Super-Frelon (32F)

Apoyo e instrucción:
- 26 SA 3160 Alouette III (35F,22S)

### Bases navales
En 2009, las bases navales en funcionamiento son:
Francia Metropolitana

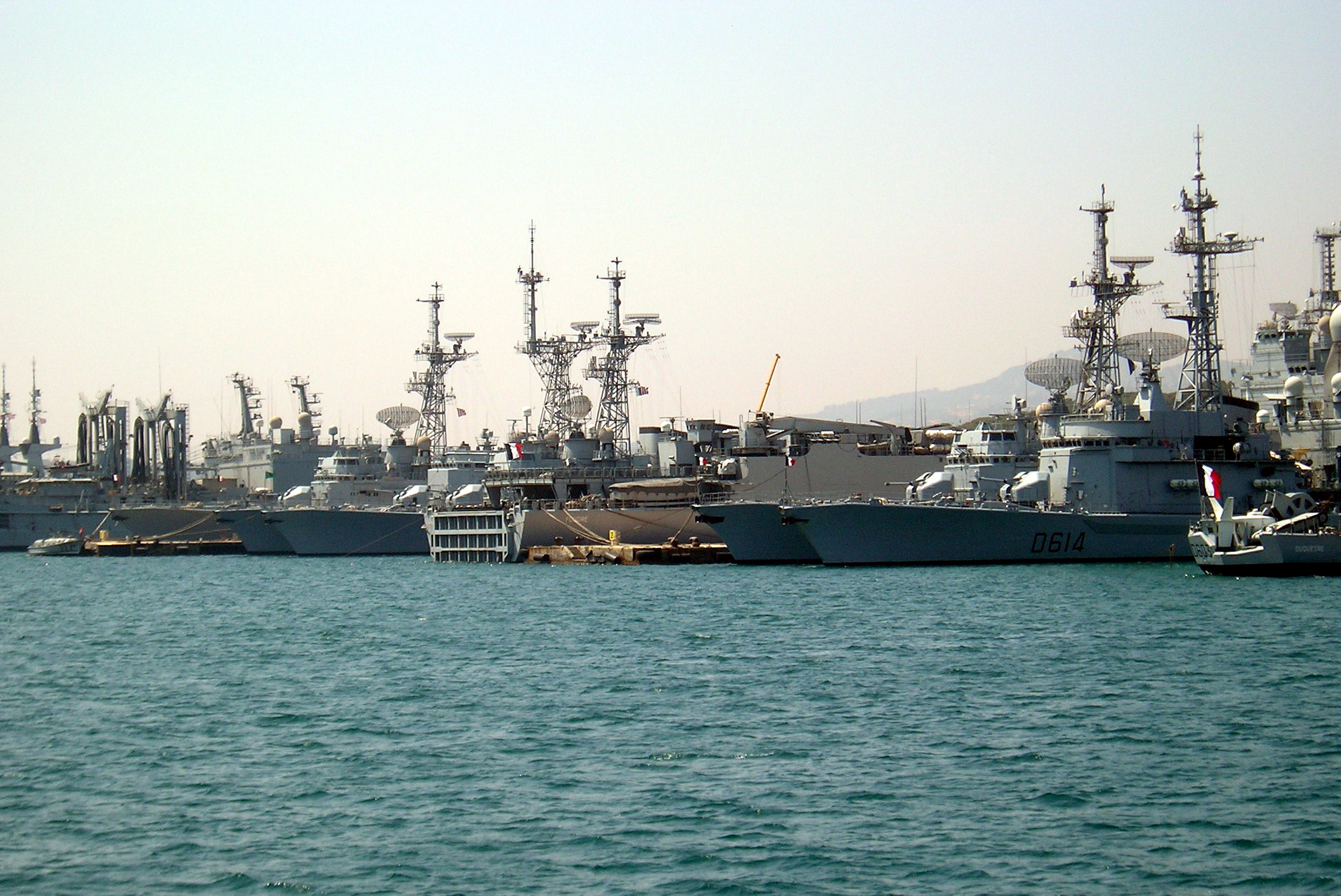
Flotilla de fragatas en la base naval francesa de Toulon.

- Toulon, sede de la Fuerza Naval de Acción, el portaaviones Charles de Gaulle, los submarinos nucleares tácticos, de una gran parte de la flota de superficie y el comando especial de nadadores de combate: el comando Hubert.
- Brest, sede de parte de la flota de superficie encargada de proteger la FOST (la fuerza de guerra con minas), la GEAOM (Escuadrón de Entrenamiento de Oficiales de la Marina), la flota hidrográfica y oceanográfica y una flotilla de lanchas patrulleras, naves de intervención, y buques de entrenamiento.
- Ile Longue (cercana a Brest). Allí está situada la rama estratégica nuclear de la flota (FOST).
- Cherburgo, sede de una flotilla de embarcaciones de patrulla, remolcadores de intervención y una unidad de remoción de minas, soporte de la nave Vulcain (M611).

Departamentos de ultramar y territorios
Bases en territorio propio:

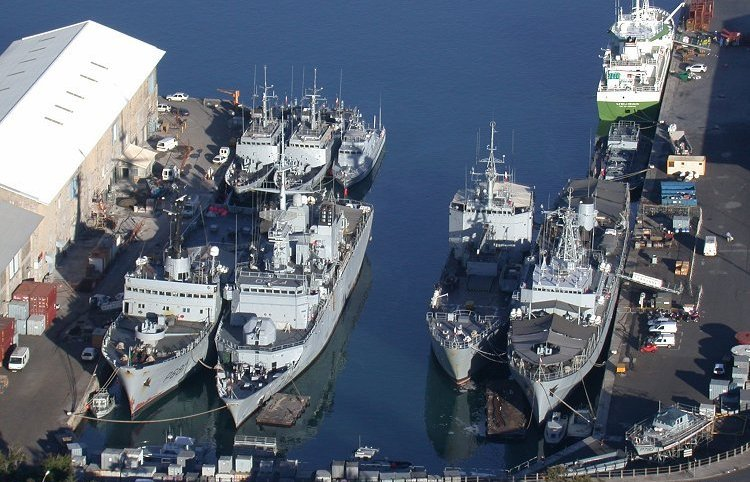
La fuerza francesa del Océano Índico en la base naval de La Reunión.

- Fort de France, con la fragata de vigilancia Ventôse (F733) y el BATRAL Francis Garnier.
- Degrad des Cannes, tiene las patrulleras de clase P400 La Capricieuse (P684) y L'Audacieuse (P682).
- Port des Galets, sede de la flota de patrulleras que vigilan la zona de exclusión económica ZEE, que cuenta con las fragatas de vigilacia de clase Floréal: Floréal (F 730) y Nivôse (F 732), la patrullera clase Austral Albatros (P681), el BATRAL La Grandière (L9034) y las patrulleras La Boudeuse (P683) y La Rieuse (P690).
- Nouméa, con la fragata de vigilacia de clase Floréal: Vendémiaire (F734), el BATRAL Jacques Cartier (L9033) y las patrulleras clase P400 La Glorieuse (P686) y La Moqueuse (P688).
- Papeete, con la fragata de vigilacia de clase Floréal: Prairial (F731), el BATRAL Dumont d'Urville (L9032), el remolcador de alta mar Revi (A635), las patrulleras La Railleuse (P689), La Tapageuse (P691) y Jasmin (P723).

En territorio extranjero:

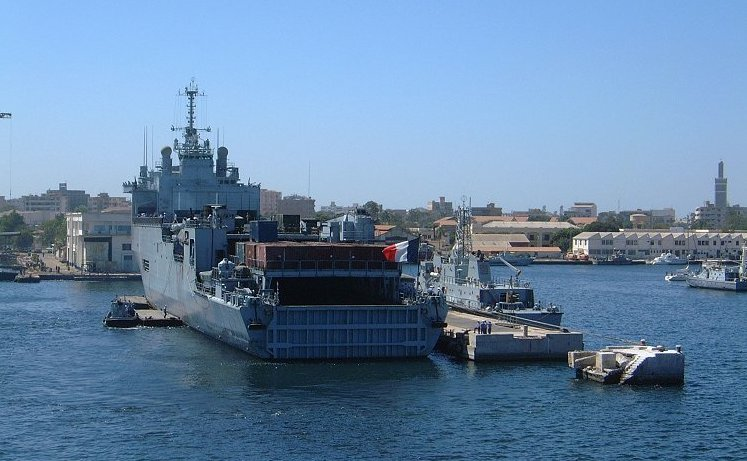
LPD Foudre en Dakar.

- Abu Dhabi, es la principal fuerza extranjera desplegada en los Emiratos Árabes Unidos.
- Dakar, hospeda el portaeronaves Sabre y da apoyo a algunos buques temporalmente desplegados en la región (6 barcos en 2007).
- Yibuti es la base principal de la ALINDIEN, la fuerza naval francesa desplegada en el Océano Índico con el petrolero Var (A608), 2 fragatas provenientes de Toulon, un destacamento de comandos (El comando Arta) respaldado por el portaaeronaves Dague (L9052).

### Bases aéreas navales
Francia continental
- BAN Landivisiau 4F, 23F, 24F
- BAN Lann-Bihoue 4F, 23F, 24F

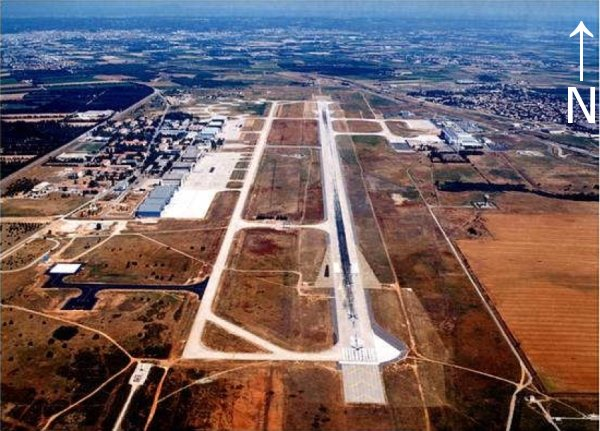
BAN Nîmes-Garons.

- BAN Lanvéoc-Poulmic 32F, 34F, 22S, 50S
- BAN Nîmes-Garons 21F, 28F
- BAN Hyères 31F, 35F, 36F, 57S

Departamentos de ultramar y territorios
- BAN Tontouta (Nueva Caledonia) 25F

### Otras bases
Francia continental
- Aspretto.
- Bayona, base de tres patrulleros y equipos para tareas de vigilancia de misiles lanzados desde el centro de Biscarosse.
- Lorient, cuartel del FORFUSCO, colegio de fusileros navales (infantería de marina) y centro de entrenamiento de las unidades commando "Jaubert", "Kieffer", "de Montfort", "de Penfentenyo", "Trepel" y del escuadrón de contra-terrorismo y liberación de rehenes "ECTLO".
- Marsella, el departamento de bomberos de la ciudad es parte de la marina francesa: el batallón de bomberos de la Marina.

Departmentos de ultramar y territorios
- Dzaoudzi.

### Desarrollos futuros
La Armada francesa está realizando un refuerzo significativo, tanto en la modernización como en el número, sobre la base de sucesivas Leyes de Planificación Militar (Loi de Programmation Militaire o LPM) de siete años de duración cada uno. La última LPM cubre el período 2024-2030 y está diseñada en torno a cuatro prioridades estratégicas: el fortalecimiento de los activos de disuasión; preparación para la guerra de alta intensidad; proteger los intereses nacionales en todos los territorios franceses (en particular, Ultramar ), los espacios compartidos y los dominios clave (p. ej., marítimo, digital, espacio ultraterrestre); y finalmente, el fortalecimiento de alianzas internacionales. Los principales buques actualmente en proyecto o construcción son:
- Cinco fragatas de la clase Amiral Ronarc'h
- Cuatro buques logísticos BRF
- Seis submarinos de ataque nuclear de la clase Barracuda.
- El Futuro portaaviones francés. Se ha planeado que entre en servicio en el año 2038. Sustituiría al Charles de Gaulle (R91).
- Los futuros submarinos nucleares clase SNLE 3G. Entrarían en servicio aproximadamente desde el año 2035.

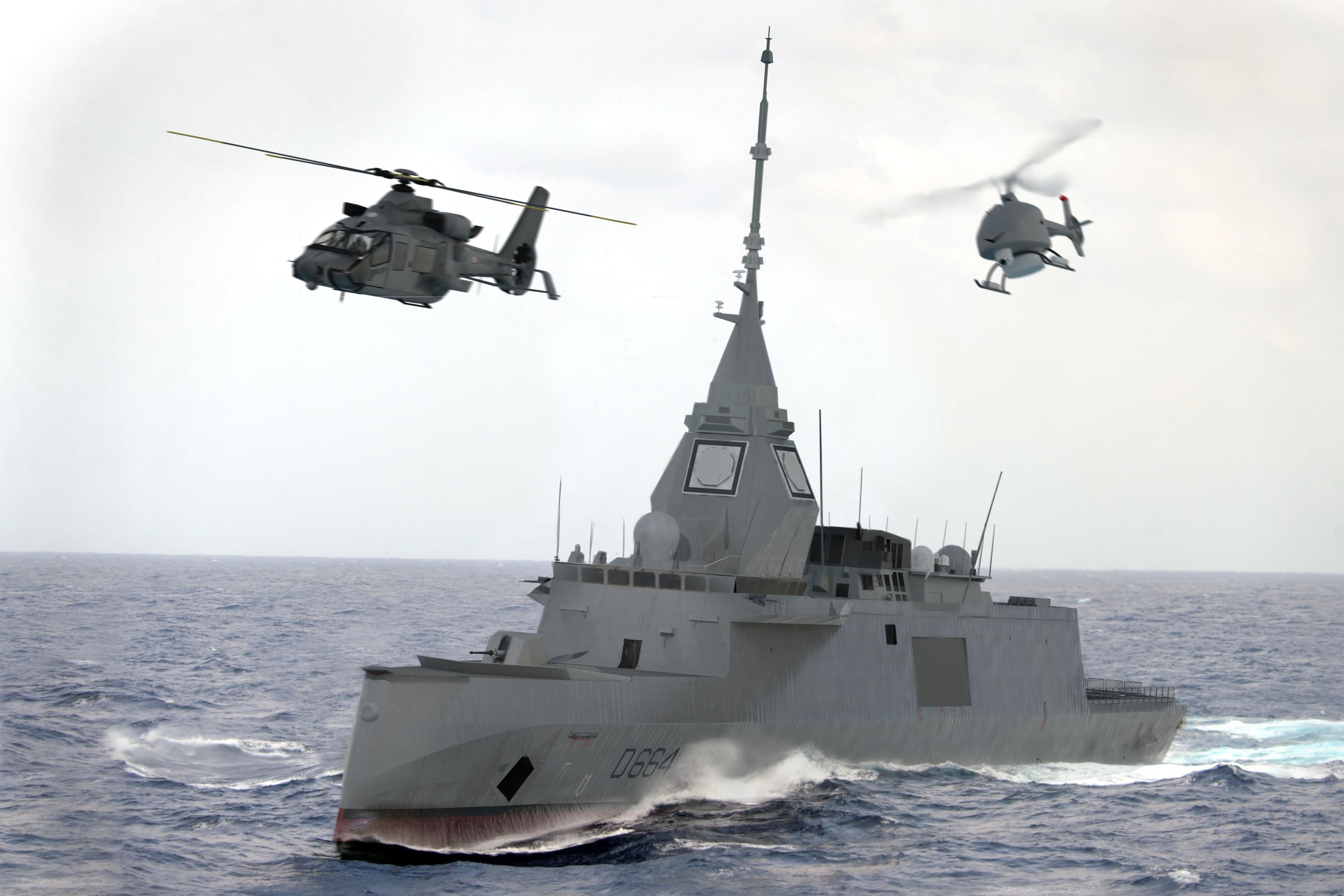
clase Amiral Ronarc'h
Submarino clase Barracuda
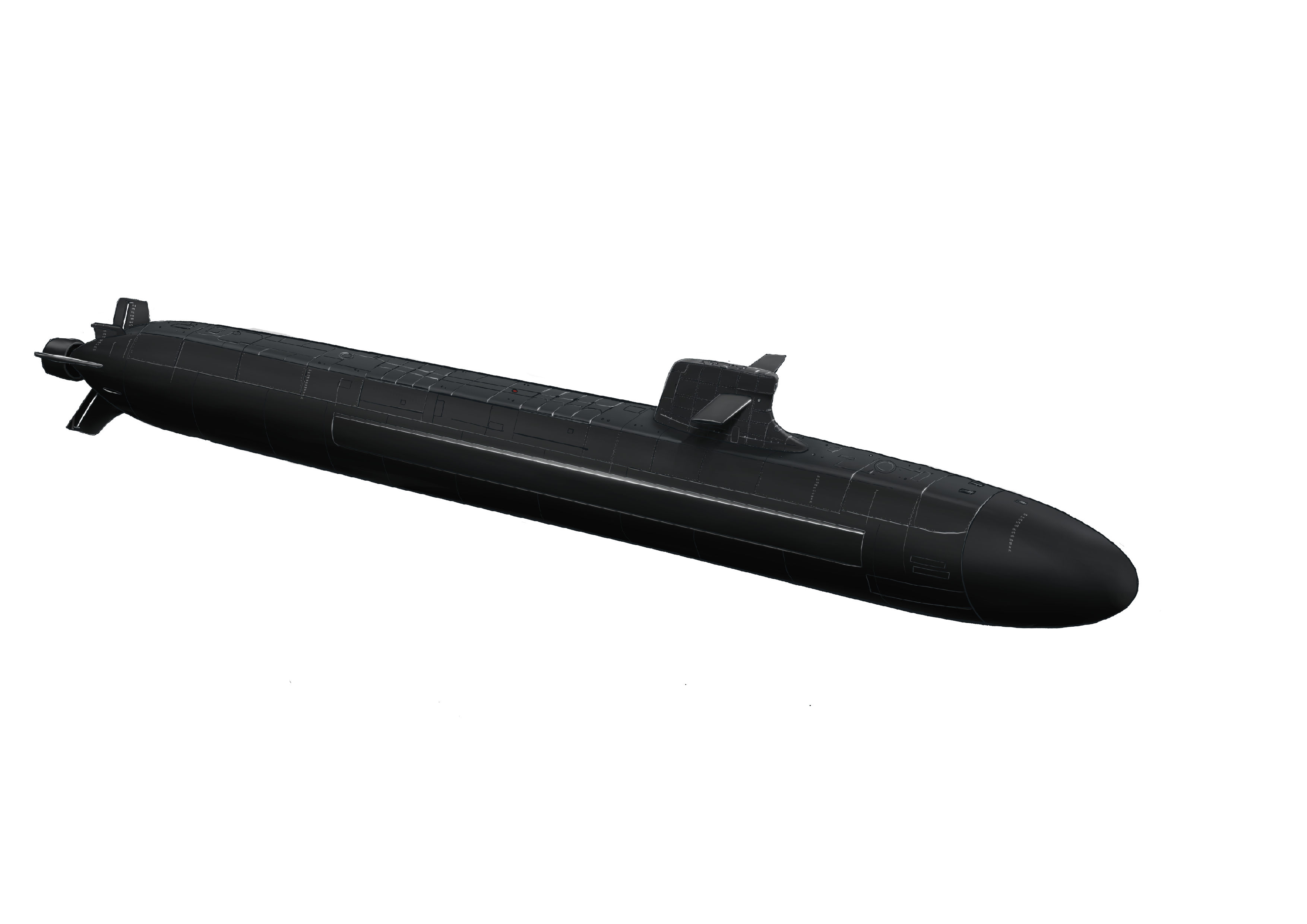
SNLE 3G
Futuro portaaviones francés

También se modernizará el equipamiento, en particular:
- Nuevos modelos del misil Exocet.
- Sistemas MBDA Aster y Lanzador SYLVER para defensa antimisiles y antiaérea.
- Misiles de crucero - navales o submarinos SCALP EG.

## Escalafón de rangos de la Marina Nacional de Francia

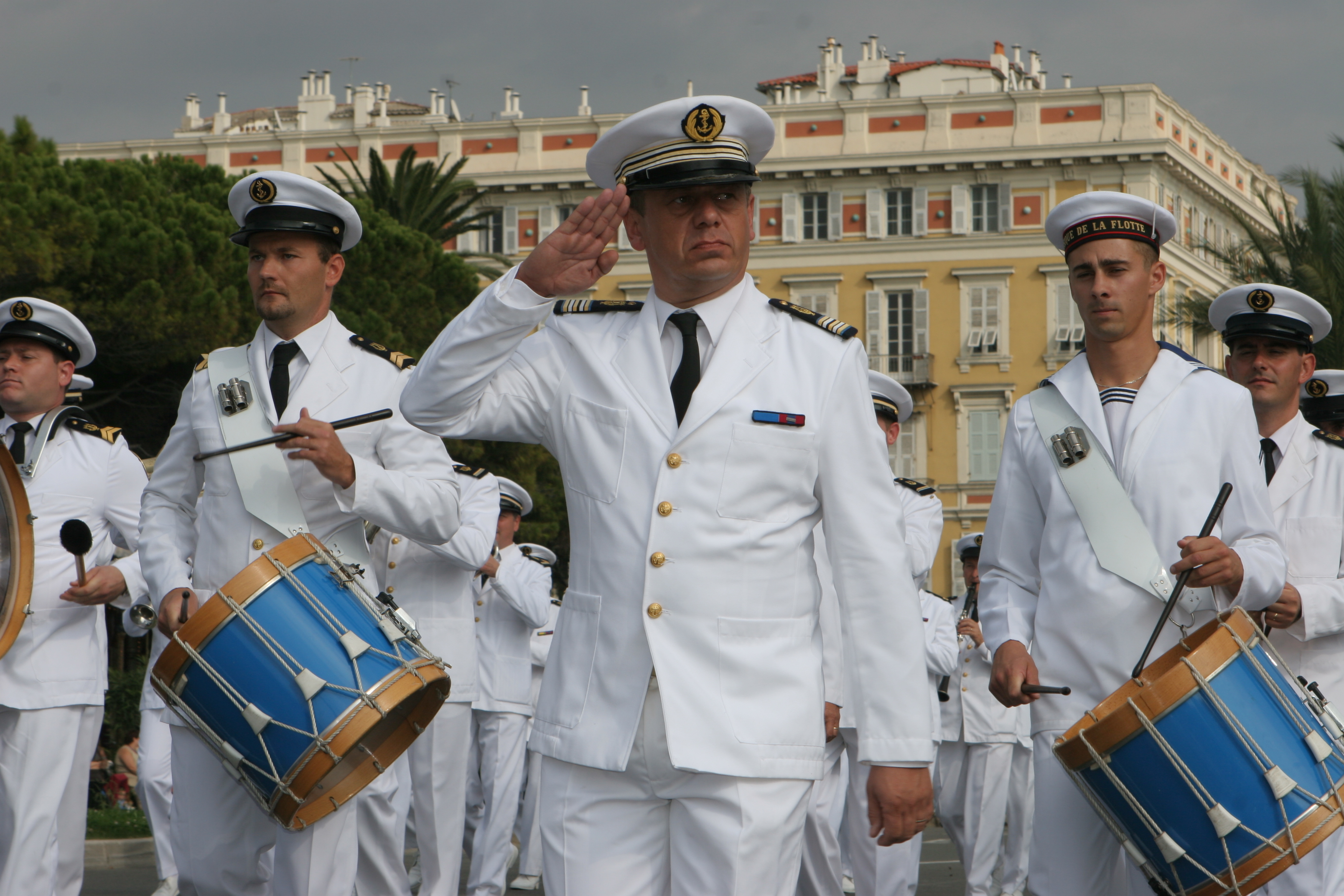
Marineros desfilando en Niza.

### Oficiales navales
| Rango francés                           | Traducción                        | Equivalente en la Armada Española | Equivalente en la Armada Inglesa | Equivalente en la Armada de los Estados Unidos |
| --------------------------------------- | --------------------------------- | --------------------------------- | -------------------------------- | ---------------------------------------------- |
| Amiral de France                        | Almirante de Francia              | Capitán general de la Armada      | Admiral of the Fleet             | Fleet Admiral                                  |
| Amiral                                  | Almirante                         | Almirante General                 | Admiral                          | Admiral                                        |
| Vice-amiral d'escadre                   | Vicealmirante de la Escuadra      | Almirante                         | Vice-Admiral                     | Vice-Admiral                                   |
| Vice-amiral                             | Vicealmirante                     | Vicealmirante                     | Rear Admiral                     | Rear Admiral Upper Half                        |
| Contre-amiral                           | Contraalmirante                   | Contraalmirante                   | Commodore (Comodoro)             | Rear Admiral Lower Half                        |
| Capitaine de vaisseau                   | Capitán de navío                  | Capitán de navío                  | Captain                          | Captain                                        |
| Capitaine de frégate                    | Capitán de fragata                | Capitán de fragata                | Commander                        | Commander                                      |
| Capitaine de corvette                   | Capitán de corbeta                | Capitán de corbeta                | Lieutenant-Commander             | Lieutenant Commander                           |
| Lieutenant de vaisseau                  | Teniente de navío                 | Teniente de navío                 | Lieutenant                       | Lieutenant                                     |
| Enseigne de vaisseau de première classe | Alférez de navío Principal        | Alférez de navío                  | Sublieutenant                    | Lieutenant (junior grade)                      |
| Enseigne de vaisseau de deuxième classe | Alférez de navío                  | Alférez de fragata                | Acting Sub-Lieutenant            | Ensign                                         |
| Aspirant                                | Aspirante a oficial/Guardiamarina | Guardiamarina                     | Midshipman                       | Midshipman                                     |

### Mayor
- Mayor, el rango más alto del Suboficiales Navales desde 2009.

### Suboficiales Gente del mar
- Maître principal, en español: "Maestre Principal"
- Premier maître, en español: "Maestre Primero"
- Maître, en español: "Maestre"
- Second-maître, en español: "Maestre Segundo"

### Contramaestres y Marineros
- Quartier-maître de première classe, en español: Contramaestre de primera
- Quartier-maître de deuxième classe, en español: Contramaestre de segunda
- Matelot breveté, en español: Marinero de primera
- Matelot, en español: Marinero

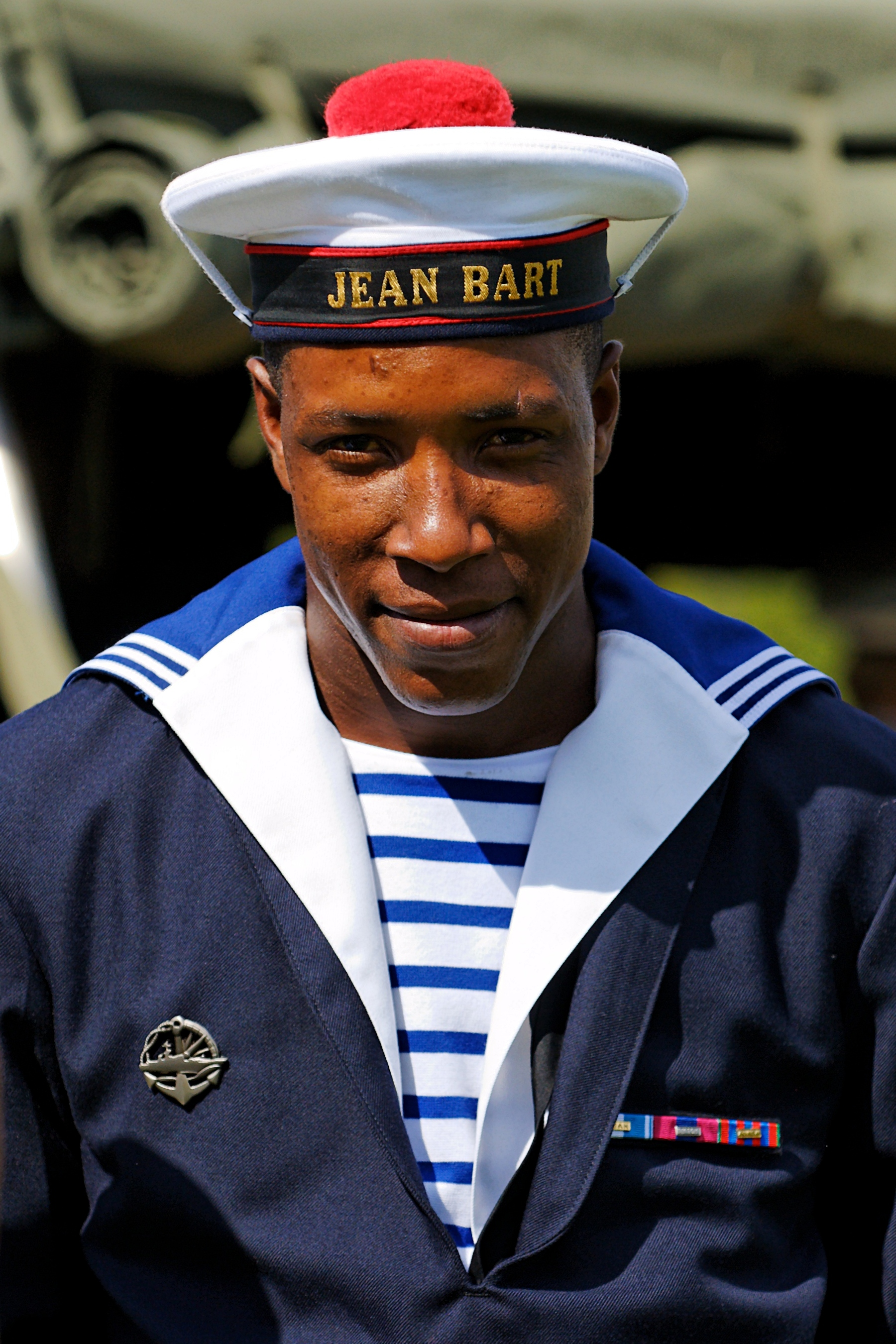
Uniforme de invierno (22)
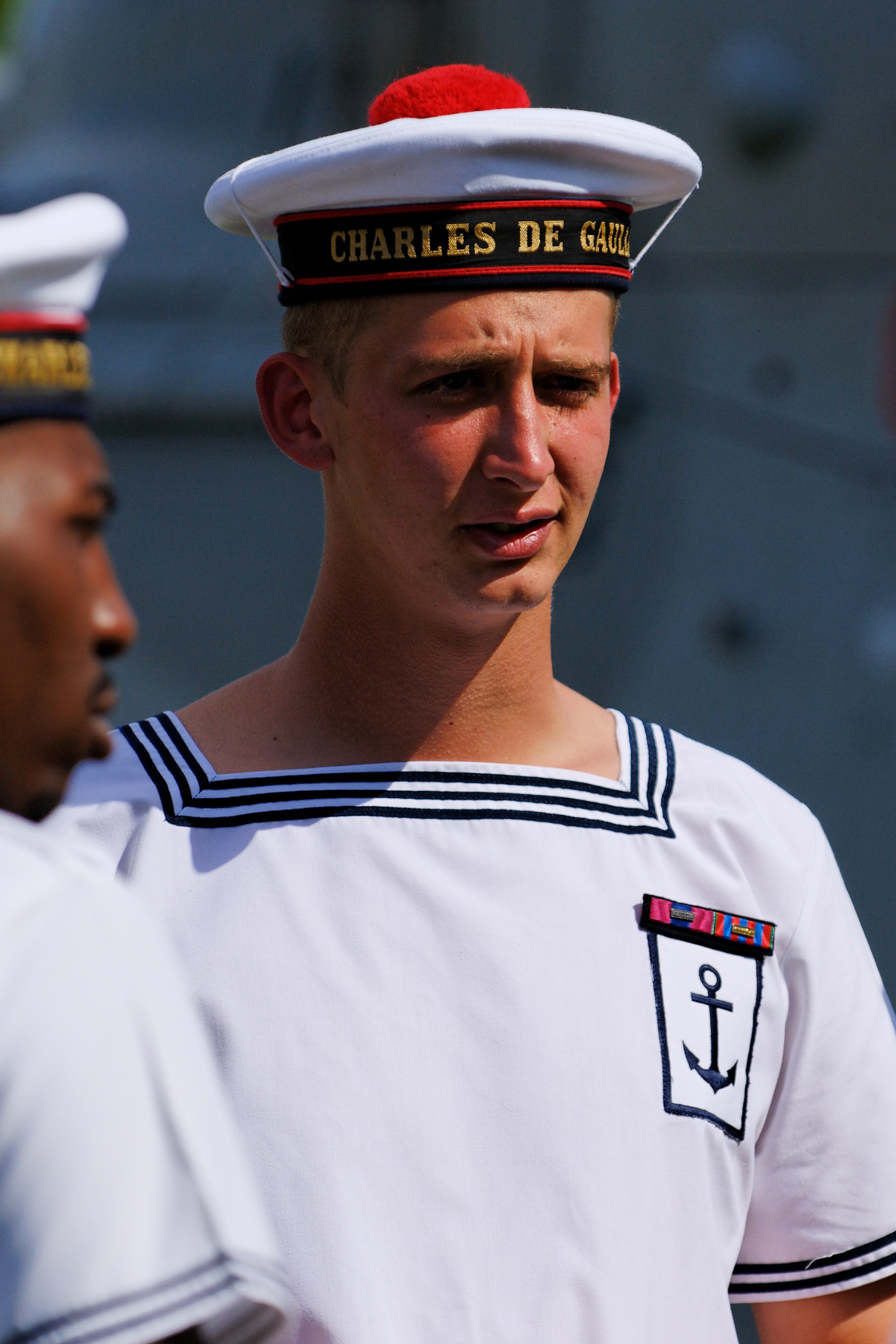
Uniforme de verano (26)
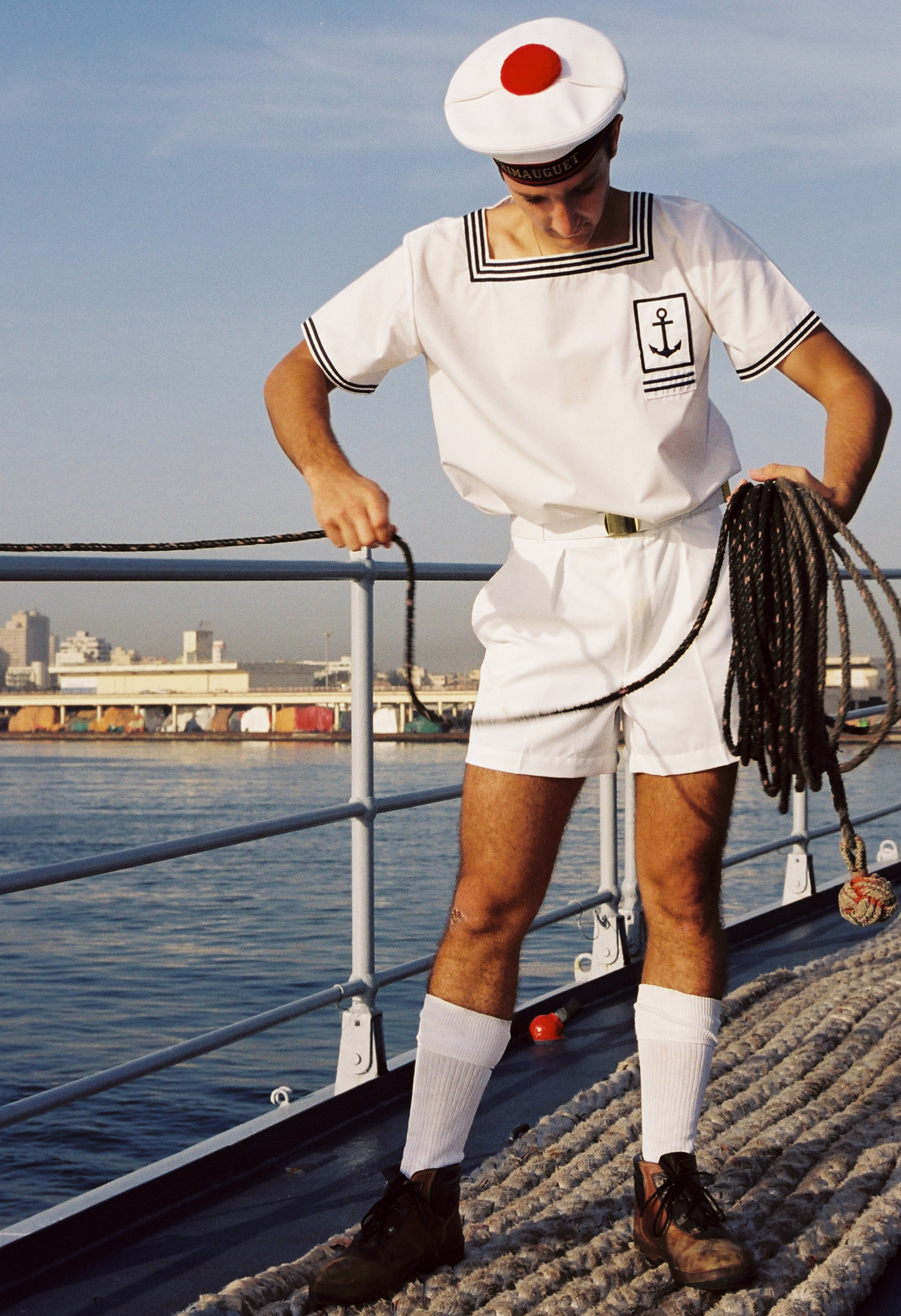
Servicio de Ultramar (25)
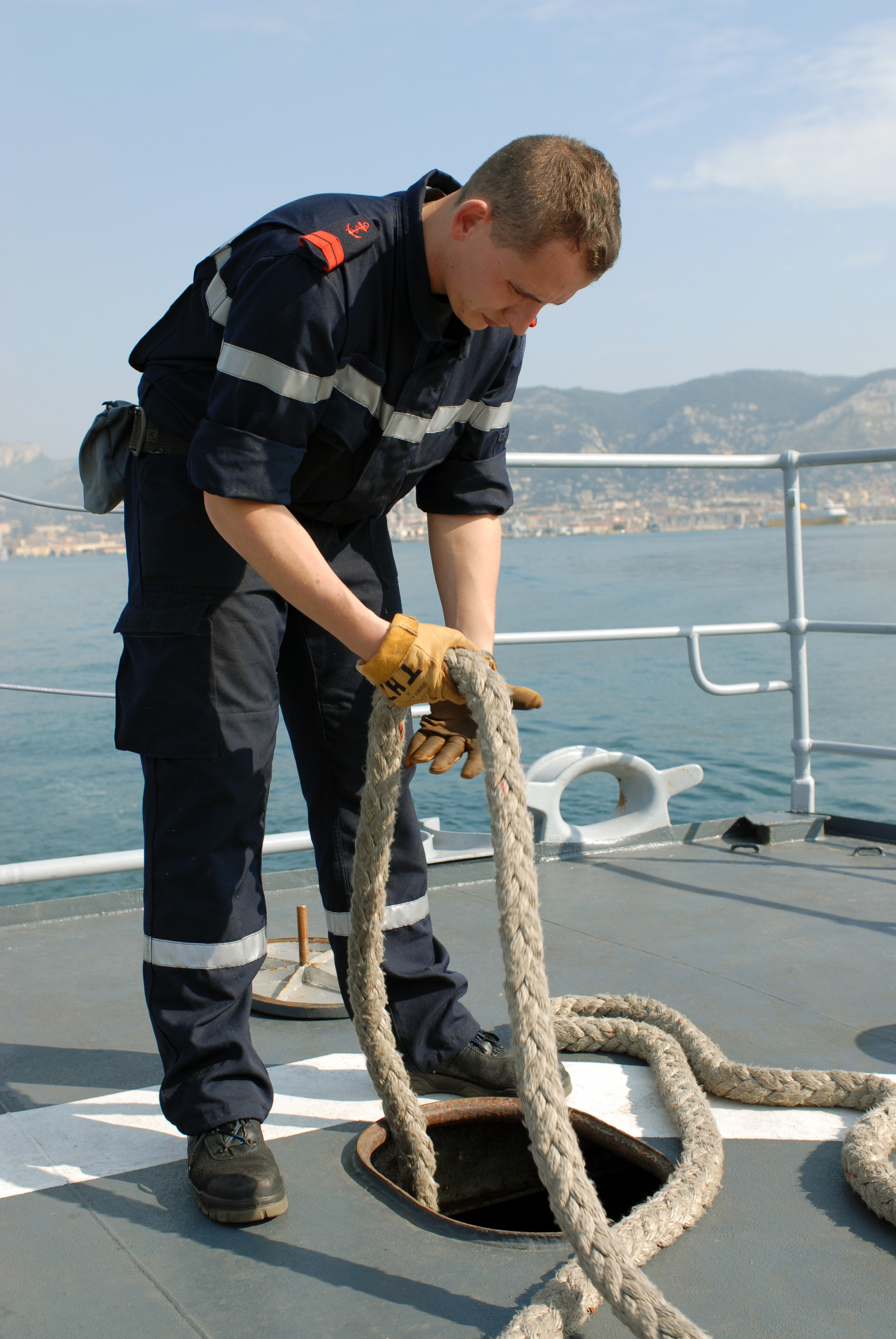
Traje ligero de bombero

## Tradiciones navales

### Prefijos
La Armanda Francesa no usa perfijos en los nombres de sus buques (Como en la Marina Real Británica que usa el perfijo "HMS" - "Buque de Su Majestad") algunos comentadores anglosajones a veces usan los prefijos "FS" (en inglés "French Ship" - "Buque Francés") o el prefijo "FNS" (en inglés "French Navy Ship" - "Buque Naval Francés") pero no son prefijos oficiales.

### Como dirigirse a los oficiales
A diferencia del Ejército y la Fuerza Aérea, uno no antepone mon al nombre del rango al dirigirse a un oficial (no es mon capitaine, sino simplemente, capitaine).
Dirigirse a un teniente de navío de la Marina Francesa (por ejemplo) con un "mi capitán" obtendría la tradicional respuesta "En la Marina hay Mi Dios y mi culo, no mi capitán !"

## Oficiales navales notables

### Corsarios
- Almirante Jean Bart
- Contraalmirante du Casse
- Teniente general de la Armada (Lieutenant général de la Marine) Duguay-Trouin
- Comodoro Pierre Bouvet
- Capitán de Navío Cassard
- Capitán Surcouf
- Capitán Thurot

### Héroes de la Primera República
- Almirante Latouche-Tréville
- Almirante Villaret-Joyeuse
- Almirante Bruix
- Contraalmirante du Chayla
- Capitán du Petit Thouars
- Capitán Casabianca

### Exploradores
- Vicealmirante Bougainville
- Contraalmirante d'Entrecasteaux
- Contraalmirante Dumont d'Urville
- Comodoro Lapérouse
- Capitán Samuel de Champlain
- Capitán d'Iberville
- Capitán Nicolas Baudin
- Capitán Louis de Freycinet
- Capitán Jacques-Yves Cousteau
- Comodoro Doudart de Lagrée
- Teniente Francis Garnier
- Teniente de Navío Savorgnan de Brazza

### Otros oficiales importantes
- Almirante de Francia Florent de Varennes - el primer Almirante de Francia
- Almirante Jean de Vienne - almirante de la flota francesa durante la Guerra de los Cien Años
- Almirante d'Estaing - almirante de la flota francesa que ayudó a Estados Unidos a obtener la independencia
- Almirante de Grasse - comandante de la flota francesa en Chesapeake Bay durante la guerra de Independencia de los Estados Unidos
- Almirante Courbet
- Vicealmirante Tourville - comandante de la flota francesa en la batalla de Beachy Head de 1690
- Vicealmirante Villeneuve - comandante de las flotas francesa y española en la batalla de Trafalgar
- Vicealmirante Duquesne - comandante de la flota francesa en la batalla de Agosta
- Capitán Pierre Loti - sobre todo conocido por sus obras literarias
- Comodoro Eric Tabarly - un navegante famoso
- Teniente comandante Paul Teste - pionero de las operaciones aeronavales modernas
- Contraalmirante Jean Julien Pierre Lartigue - oficial general asesinado en la invasión de Alemania Nazi el 22 de junio de 1940, ese mismo día se firma el armisticio

## Galería

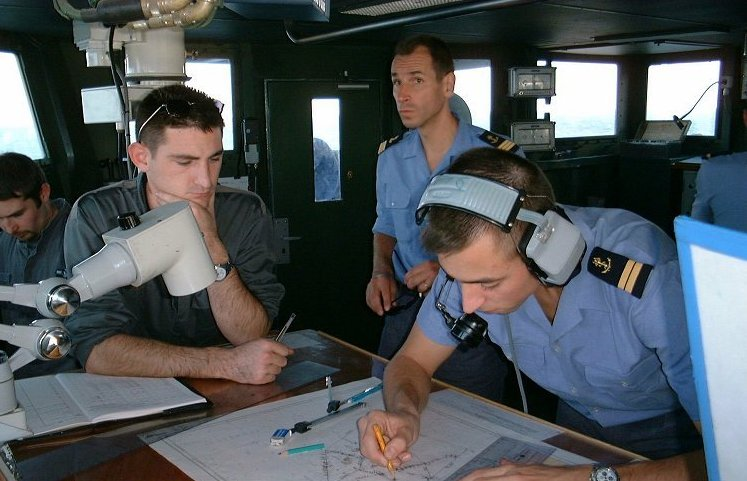
Oficiales de la Marina en el puente de la fragata La Motte-Picquet
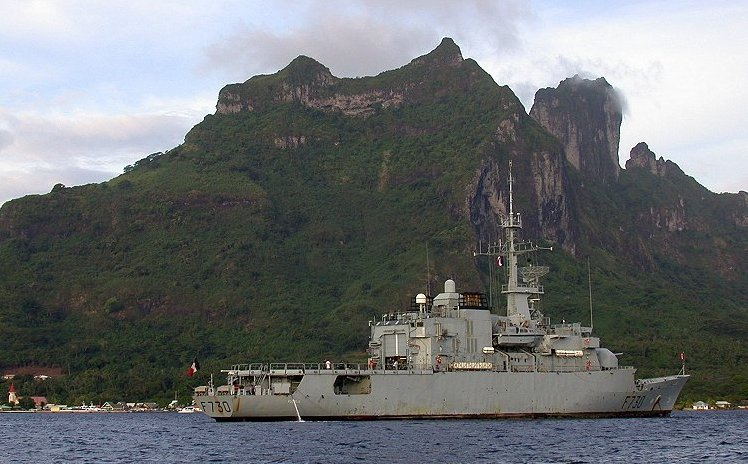
La fragata francesa Floréal, estacionada en la ensenada de Bora-Bora (en la Polinesia Francesa)
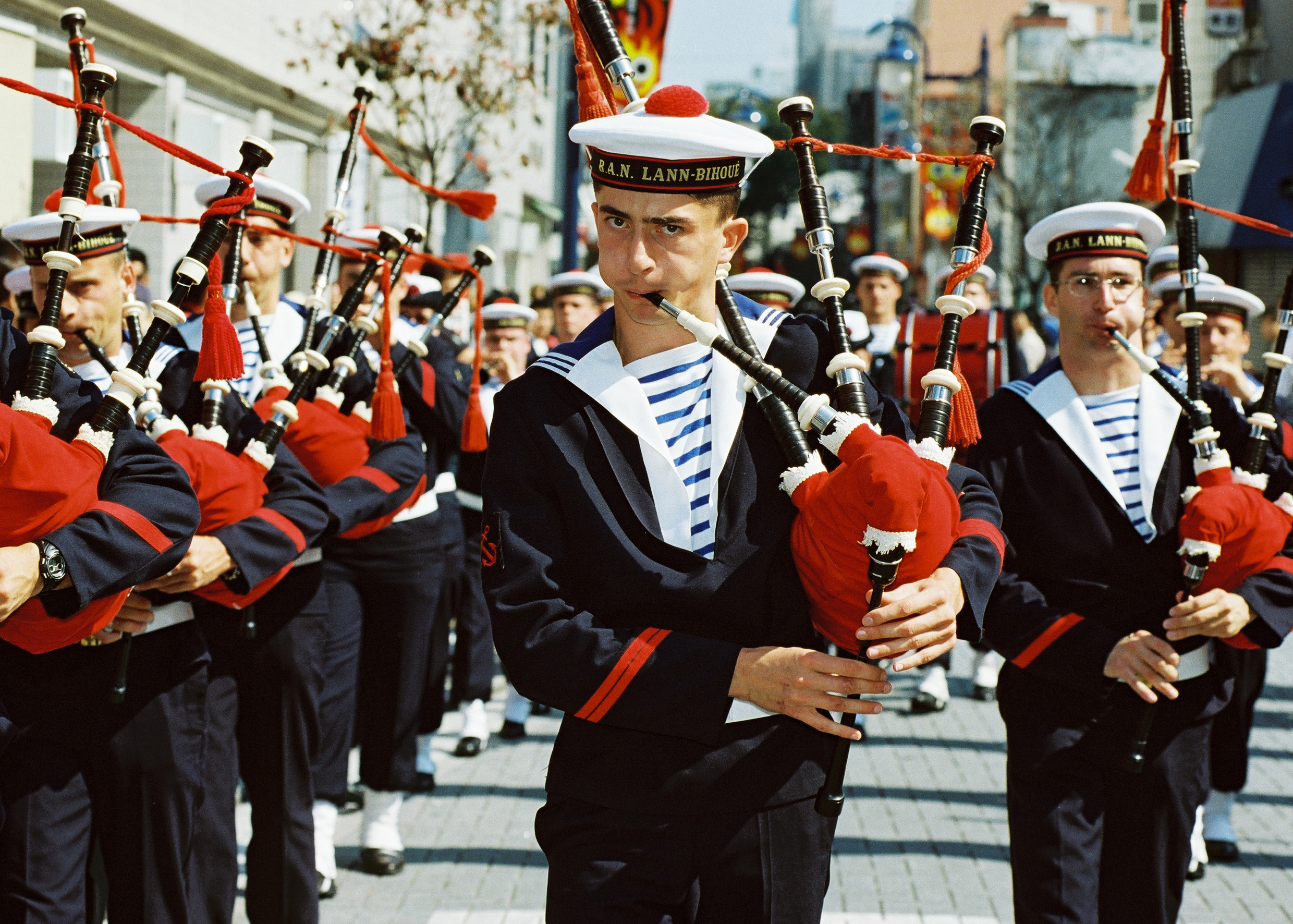
La banda de gaita de la Armada francesa Bagad de Lann Bihoué